# Apm (香港)

22°18′45.13″N 114°13′30.20″E / 22.3125361°N 114.2250556°E

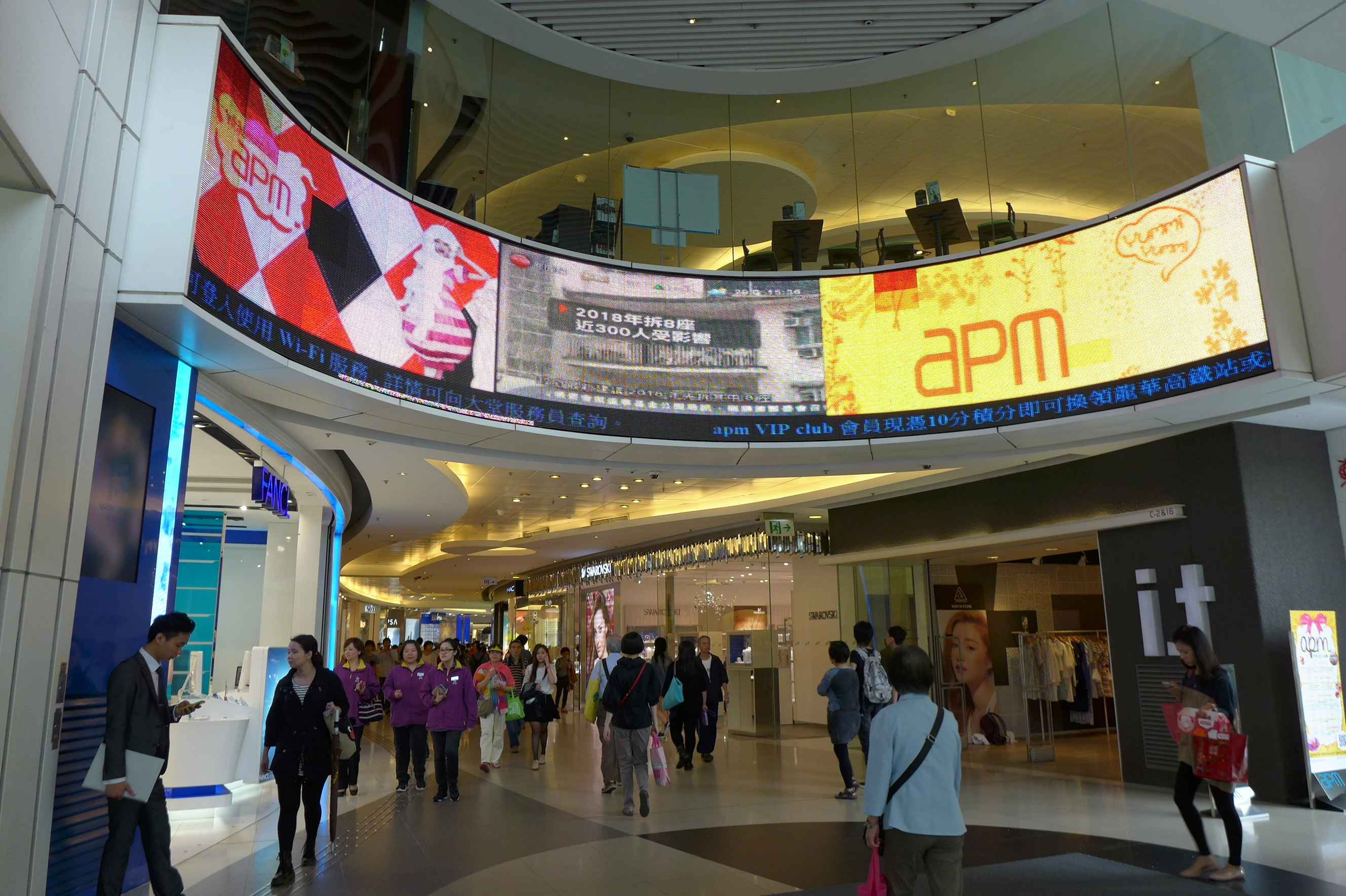
apm入口設LED電視（已拆除）

apm是香港一個大型購物商場，位於九龍觀塘區觀塘道，毗鄰觀塘商貿區，發展商為新鴻基地產。apm是發展商於觀塘的創紀之城發展項目之一，為創紀之城五期的商場部分。apm的範圍除了在創紀之城五期外，亦包括港貿中心大堂的一層。apm早於2005年3月試業，並於同年7月17日正式開幕。

## 名稱來源
apm的名字是把「am」（上午）和「pm」（下午）融合起來，與商場提倡夜間消閒概念互相呼應。因而大部份店舖的營業時間至凌晨。而夜間消閒的概念，是源於近年在職人士的工作時間越來越長，壓力亦越來越大，然而香港的購物商場多數只營業至晚上十時，令這些人士在下班後幾乎無處消閒減壓。發展商有見及此，特別把apm定位為一個店舖營業時間特長的商場，讓顧客不再受時間束縛，盡情購物消閒，如位於C層的jp@apm（已搬到L6，現址為log-on），開業初期的營業時間為早上11時至晚上12時。
apm早年以心境年輕人士作為主要銷售對象，總面積接近63萬平方呎（逾58,000平方米）。由於九龍東一直缺乏一個大型的潮流購物商場，故apm於2005年3月正式試業，即成為香港年輕人的消費娛樂熱點之一，商場也吸引港島區及新界東居民。在大堂層舞台舉行街頭表演的表演活動亦是該商場的一大特色，不少新進歌手、音樂創作人及表演團體都會在此獻唱及表演，而apm亦成為不少電影公司及唱片公司舉行簽唱會、首映禮等宣傳活動的熱門地點。

## 轉型吸引旅客
近年發展商見自由行的比例逐漸增多，為配合消費習慣和購物時間，商場轉型引入更多租戶及將營業時間延長至晚上12時，以提高商場人流和生意額。發展商亦時常籌辦多個主題內地購物團，方便旅客盡情觀光及購物掃貨。
隨著啟德郵輪碼頭啟用，apm與啟德郵輪碼頭營運商合作，提供30班至50班免費穿梭巴士接載旅客往返商場及碼頭。

## 商場設施和設計

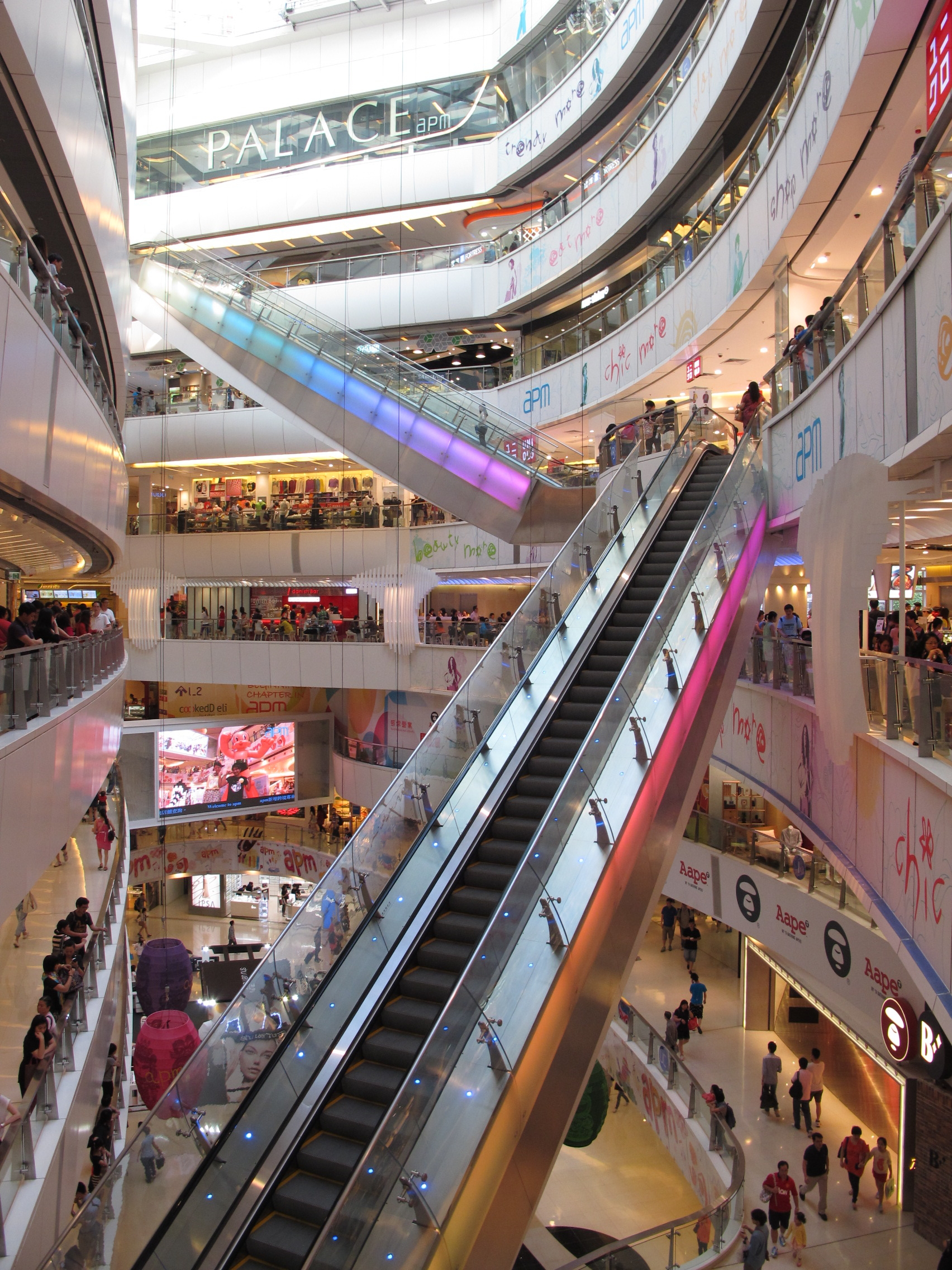
中庭設有快速扶手電梯

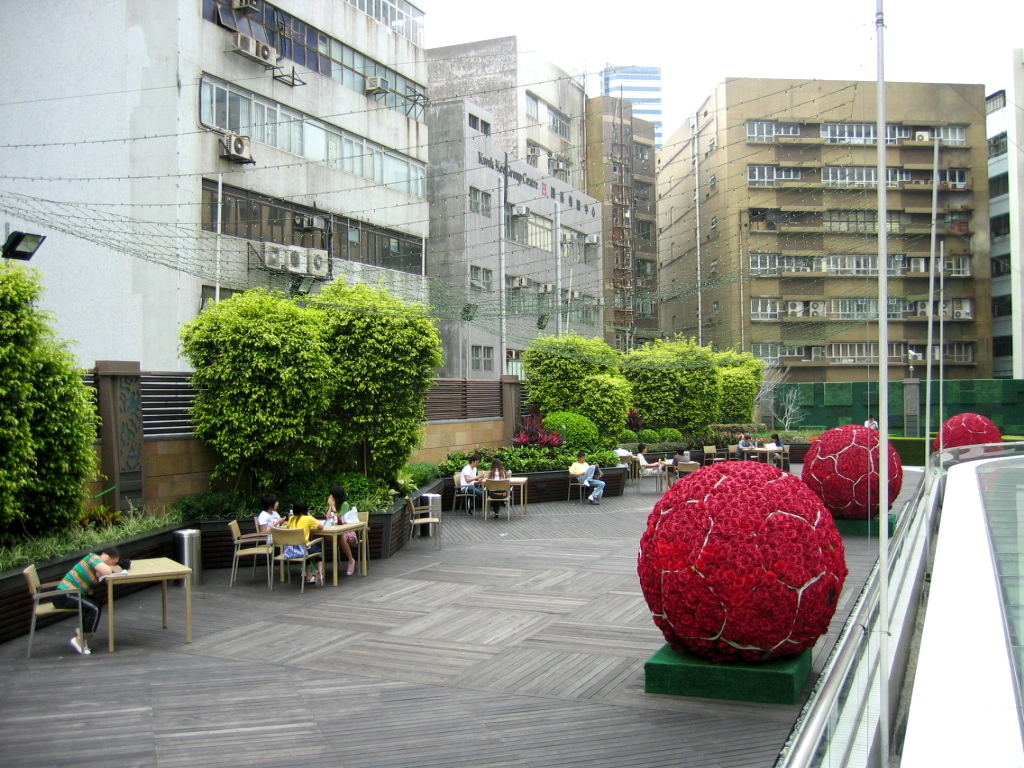
位於2樓戶外休憩公園──t-park（2006年）

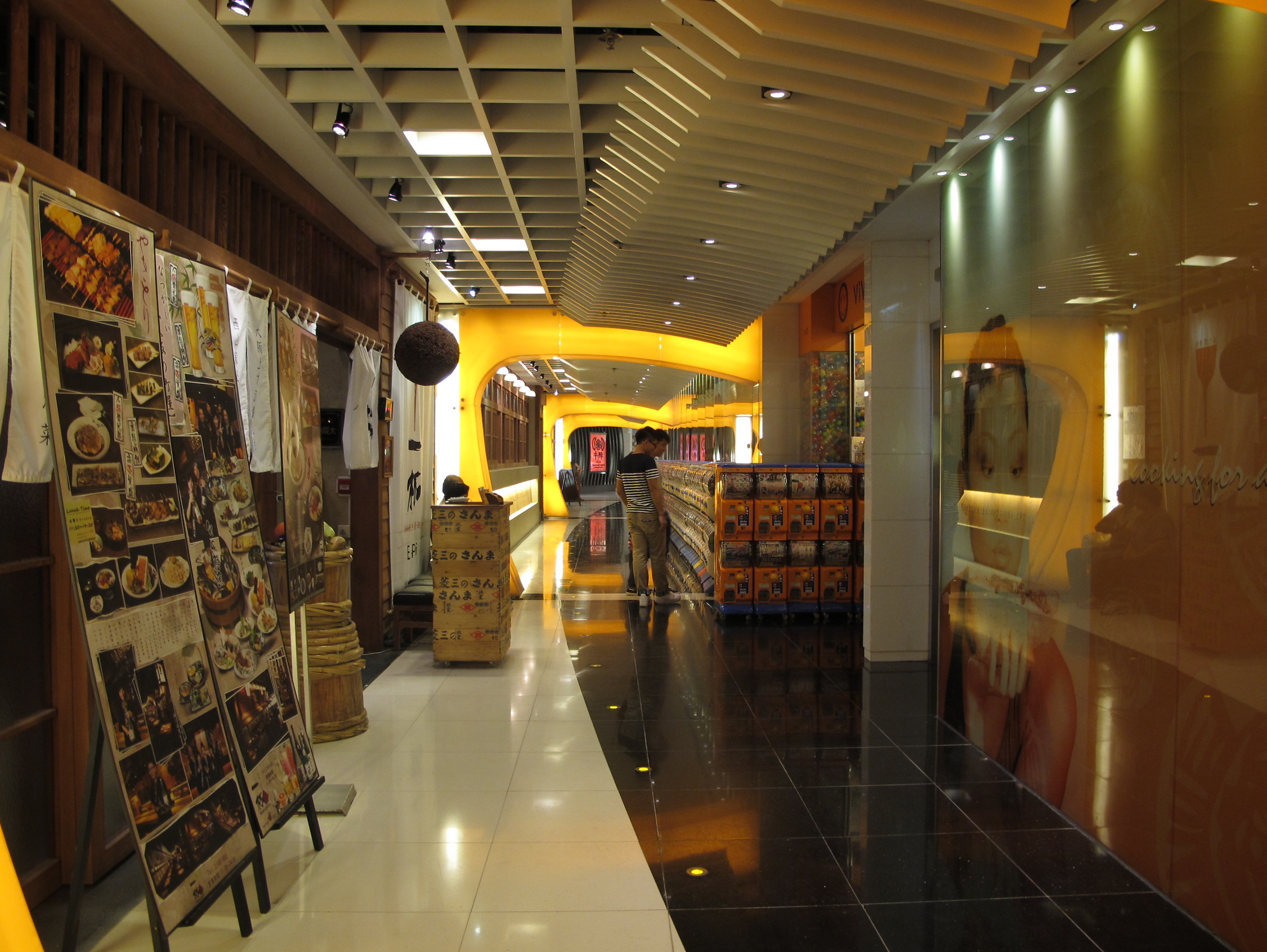
位於4樓的人氣美食坊

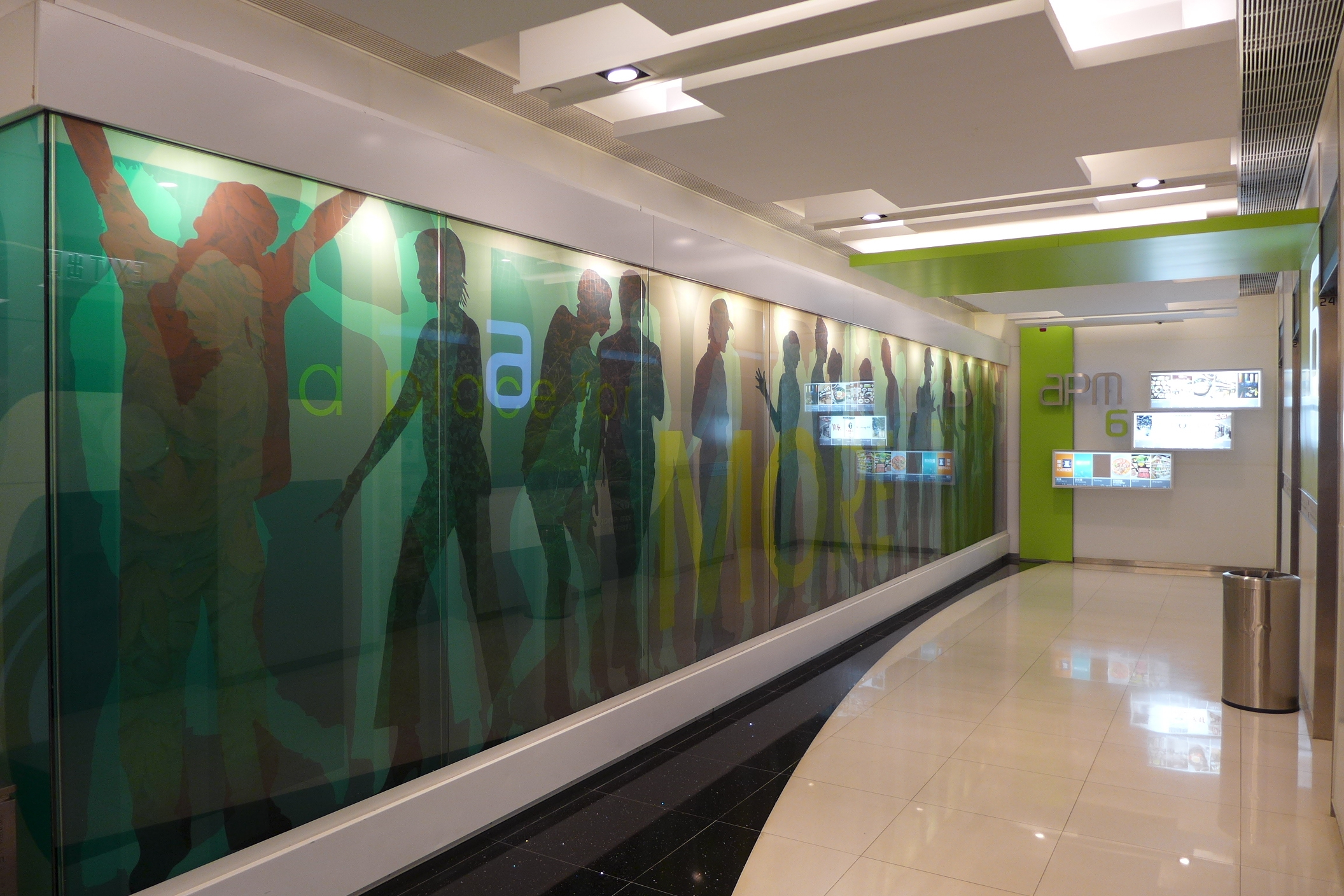
6樓升降機大堂的特色牆

apm共設11層，包括地面低層（LG）、地面（G）、港鐵樓層（C/MTR）、大堂高層大堂（UC）、1-6樓及11樓（7-10樓為戲院範圍）。商場外牆共用了350塊玻璃以營造通透感及不夜天的氣勢。商場共有四條冷氣行人天橋連接，分別連接港鐵觀塘站、裕民坊與觀塘道（東行）、巧明街的港貿中心以及開源道的鱷魚恤中心。此外，行人及駕駛者均可從觀塘道正門進入apm。而連接港鐵站的天橋亦被重建，重建後的天橋比原本的擴闊了一倍多，而港貿中心大堂層通道及入口亦採用apm一樣風格的設計。
商場設計雖由Benoy及AGC Design負責，但由於按照新鴻基地產的要求設計，使場內大部份範圍以白色為主調，並以低成本用料興建，商場多個範圍啟用不足一年便需要進行執修工作。當中以地台及外牆老化問題較為嚴重，現時不少假天花更佈滿污跡。而該商場部份元素設計亦被集團旗下的商場應用，如快速扶手電梯外牆設計於新世紀廣場及北京apm應用；地台及欄河亦於多個商場應用。

### 電視
apm內曾有逾100部显示器，分佈商場每個角落，主要播放新聞、潮流、電影、音樂、歌星等資訊。其中洗手間內的显示器在2018年翻新後已經拆除。

### 快速扶手電梯
商場的空中位置設有兩組快速扶手電梯，分別由1樓直上3樓以及由3樓直上5樓，方便顧客更快捷前往不同樓層，該兩組扶手電梯曾於2006年1月設置廣告，並於扶手帶貼上安全訊息。

### 洗手間
洗手間內原設有多個迷你顯示器，洗手間外也設有硬座椅，讓顧客可以於座椅上邊等待朋友，瀏覽新聞及娛樂資訊。洗手間內還特設1呎高的迷你兒童廁所。洗手間在2018年完成翻新後拆除迷你顯示器，只保留位於1樓洗手間外等候區的顯示器。

### X-site
在建築設計方面，新鴻基聲稱X-site代表了X Generation Site及驚喜（Excitement）。X-site設計靈感來自燈籠，運用嶄新的建築技術，製造懸浮半空的視覺效果，燈光亦因應不同樓層而轉變，帶領遊人進入一個超現代的感官世界。此外，X-site全部商舖(不包括5樓及6樓)均不設間隔，而且租期較短，新鴻基聲稱只需要兩周以上就可以完成裝修工作，地台不用地磚，改用可以一晚換新裝物料，例如膠木板。務求於短時間內換新裝，不斷為商場帶新鮮感，消費者每次行街都可以有不同體驗。唯有關的概念在商場落成後卻沒有實現。
X-site座落於2樓至6樓，是這個創新懸浮建築物的心臟地帶。X-site為apm主要商戶之一，包括2樓無印良品（於2013年中改為cookedDeli 美食廣場）、3樓extravaganza（於2011年年尾改為Uniqlo）、4樓2%概念店及高級髮廊（於2011年年尾改為百老匯、中原電器及new vision電腦店，2022年變成運動鞋店區Nike、New ERA、C.P.U.、Runderful和ASICS等）及5樓的百老匯、豐澤電器及3。

### apm Garden
商場2樓設有戶外休憩公園，原命名為t:>>park。休憩公園劃分為5個主題區域，運用時尚的設計概念，地台採用和風天然木混合歐洲風格。晚間園內的LED燈光定時製造幾何圖案及不同層次的光線，營造特別的環境。t:>>park於2006年及2007年中秋節時則設置多部專業天文儀器，免費讓市民探索星空。不過休憩公園於2010年起不再對外開放。到2018年起進行翻新，但工程緩慢，到2020年建成後仍然未有對外開放。2021年曾短暫於平日午膳時間開放，惟隨著旁邊美食廣場結業而重新關閉。休憩公園到2022年7月正式重新開放並命名為apm Garden，發展商表示由4大世界國際知名設計團隊負責設計，並設一系列互動藝術裝置及健體遊玩設施，合共有8大打卡景點。
休憩公園曾獲得香港園境師學會2006年度園境設計獎優異獎。

### 購物便利櫃
商場於地面低層、地面及6樓設有多組時租便利櫃，方便顧客及旅客將物品及行李存放在內。

## 各層環境

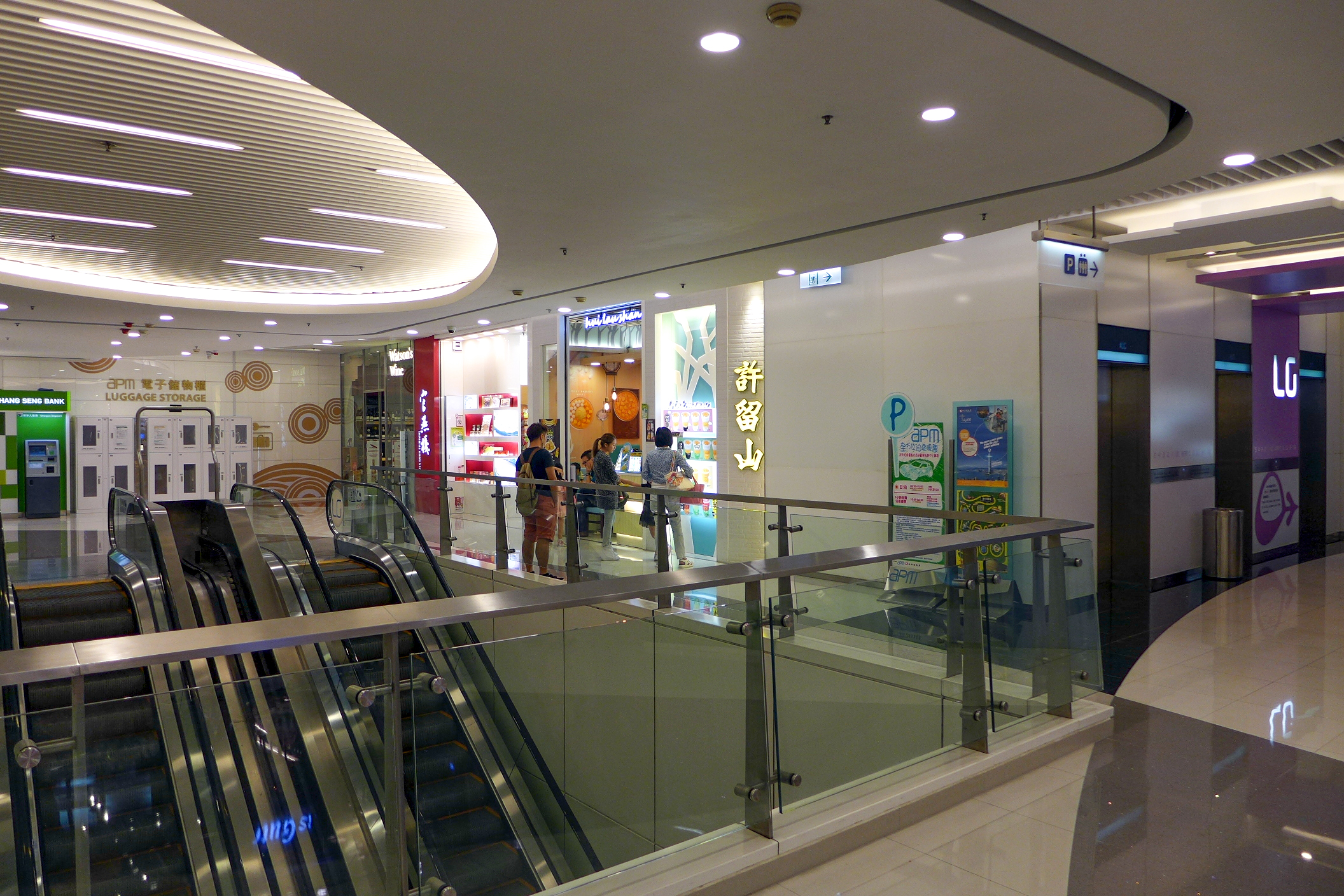
LG層

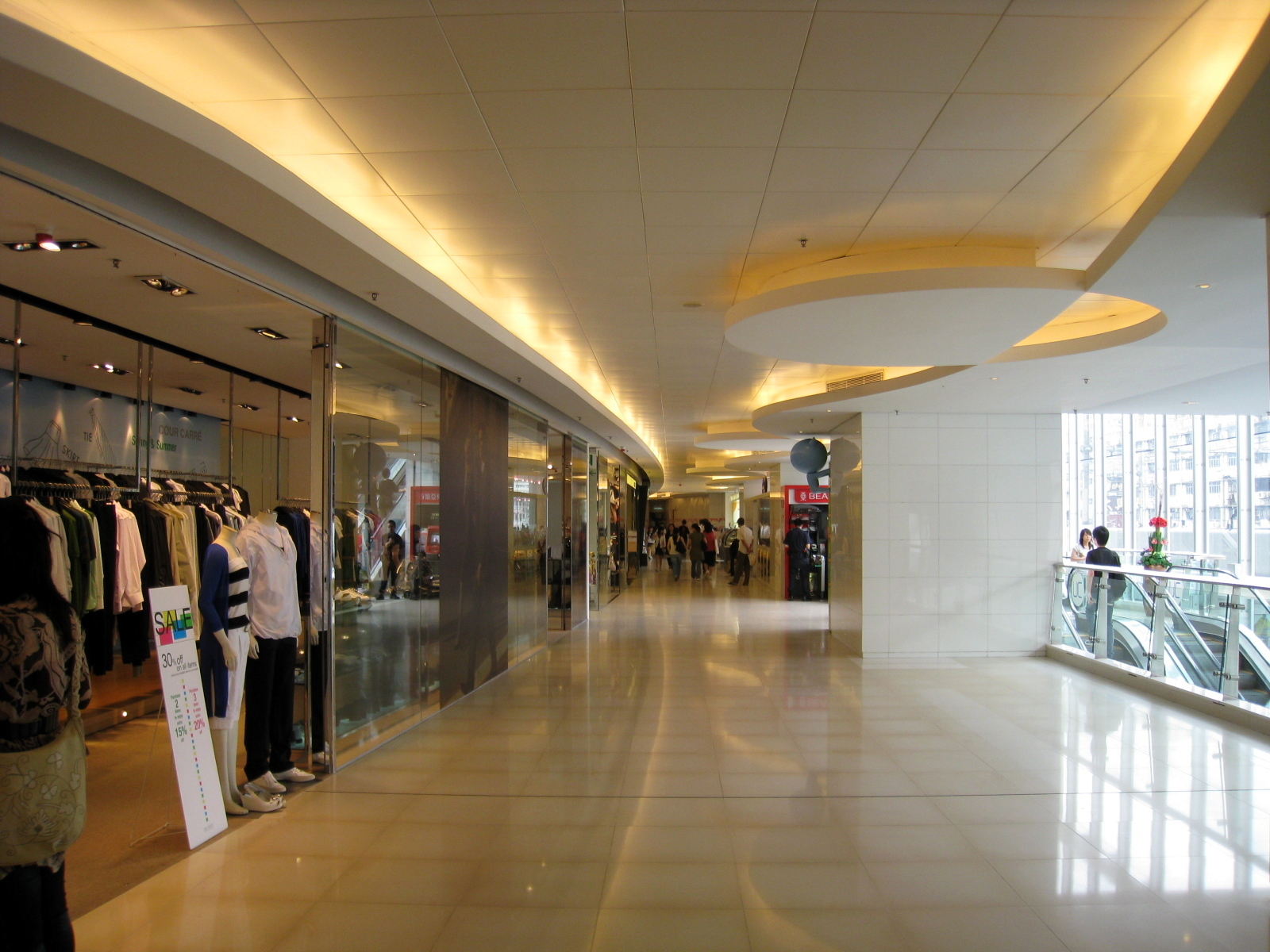
大堂高層（UC）

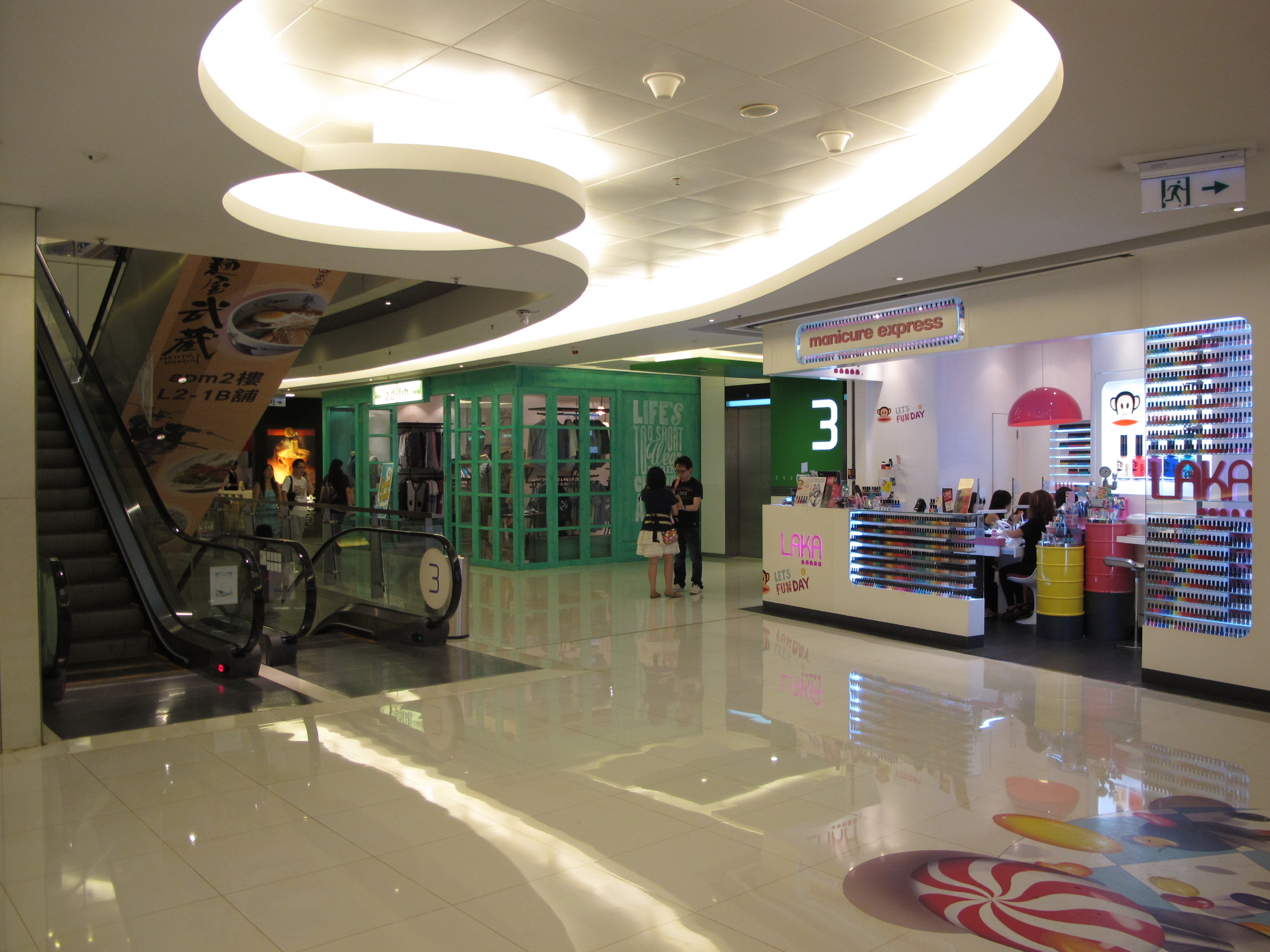
3樓

地面低層（LG）原為吉之島超級市場和餐廳，到2014年6月1日因租約期滿結業後，於同年9月25日開設一田超級市場。地面（G）為上落客車區和巴士站，設扶手電梯往港鐵樓層（C/MTR）和地面低層（LG）。
港鐵樓層（C/MTR）設多間商店，主要以化妝品店和珠寶店為主。該層原設數間餐廳和時裝店，到2016年改為佔地約1萬呎的Apple Store零售店。而I.T在2020年結業後改為美國快餐店Five Guys和意大利朱古力連鎖店Venchi，該層設24小時通道往港鐵觀塘站、鱷魚恤中心、港貿中心和天橋連接觀塘道。
大堂高層（UC）設時裝店為主，當中主要以i.t.集團旗下的品牌。包括aape、b+ab、ete!、fingercroxx和FIVE CM等。部分品牌到2021年結業，到2022年改為日本藥妝店松本清。而aape舊址改為迪士尼授權產品店IDEAS。其他時裝店包括D-mop、CALVIN KLEIN JEANS、FILA FUSION、CHARLES & KEITH、6IXTY8IGHT和米蘭站等。鄰近觀塘站扶手電梯出口設3間甜品店，餐廳為綠茶餐廳。
1樓設多類型商店，包括眼鏡88、A80 PARIS、G2000、Converse、Catalog、莎莎、奇華餅家、萬寧、Donguri Republic 橡子共和國、LINE FRIENDS POP-UP Store、和G2000等。而X-side範圍原本為citysuper美食廣場，到2013年分拆為兩間商店，包括H&M和無印良品。H&M到2022年結業後一度空置，到2023年第三季開設美心旗下的simplylife餐廳。而JP Books原址改為LOG-ON。1樓靠近觀塘站方向亦有數間餐廳，包括春水堂、俺流塩拉麵和Reserva Ibérica Tapas Bar & Restaurant。
2樓設多間餐廳，主要包括肯德基、必勝客、神山麺屋、八天堂、Oliver's Super Sandwiches和星巴克咖啡。其他租戶包括時裝店CHEVIGNON，:CHOCOOLATE、運動服裝店Columbia、彌明生活百貨、眼鏡店JINS、CSQUARE 時間廊和鞋店Jipi Japa。而X-side範圍原本為佔地7,000平方呎的無印良品，2013年結業後改為citysuper cookedDeli 美食廣場，到2021年初結業，改為由Global Link集團管理的日系美食廣場Food Fiesta，在2021年12月開業。該層設通道通往辦公室大堂，X-site對出亦有平台花園，但已經停止對外開放多年，到2022年7月才重新開放。
3樓設多間時裝店和鞋店，主要包括American Eagle、ad-lib、hellolulu、mushroom、Levi's、SKECHERS、Double Step和AVENUE等。餐廳包括探魚烤魚和京饌。X-site範圍原為extravaganza，於2011年年尾改為UNIQLO。
4樓設有人氣美食坊，餐廳包括More Yogurt、一杯、但馬屋、本陣、泰媽媽雞飯、四湯八麵和太興集團旗下的錦麗和茶木。其他租戶包括adidas、馬拉松、Dr. Martens、TINY 微影和Onitsuka Tiger。X-site範圍原為2%概念店及高級髮廊，2011年年尾改為百老匯、中原電器及new vision電腦店。2016年改為運動品牌NIKE和約1萬方呎的Under Armour（已結業）。
5樓以電器店和電話服務店為主，包括蘇寧、TechLife By FORTRESS、3 Shop、電訊數碼和衛訊。X-site範圍為豐澤電器和百老匯。餐廳包括利苑酒家、方叔叔重慶老火鍋、Italian Tomato Café和山見。
6樓設B+ cinema apm戲院（前身為palace apm），而另一面為書店JP@apm（前身為紅蘿蔔寵物店）。X-site範圍設3間餐廳，包括金記冰室（已結業，商場開業時為百老匯院線旗下Kubrick書店）、美心旗下的丼丼屋和元気寿司。
7樓原預留連接戶外平台，但一直未有開放。該處到2010年初改為創意市集，只限特定日子才對外開放該層。
11樓設Neway Karaoke Box，到2019年4月遷往1亞太中心，現時為阿布泰國生活百貨，並於2023年賣盤給Big C，現時已結業。

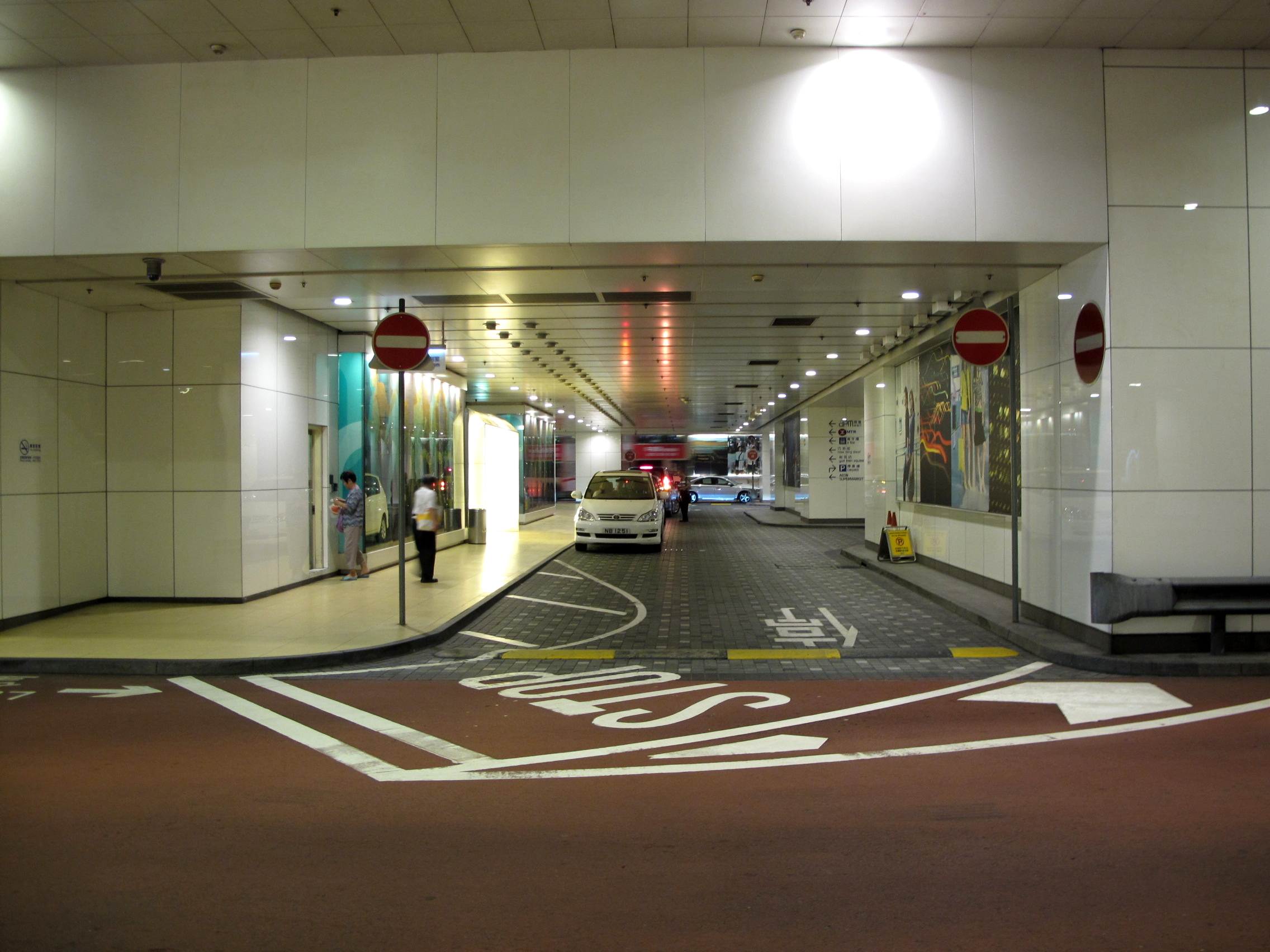
上落客車區
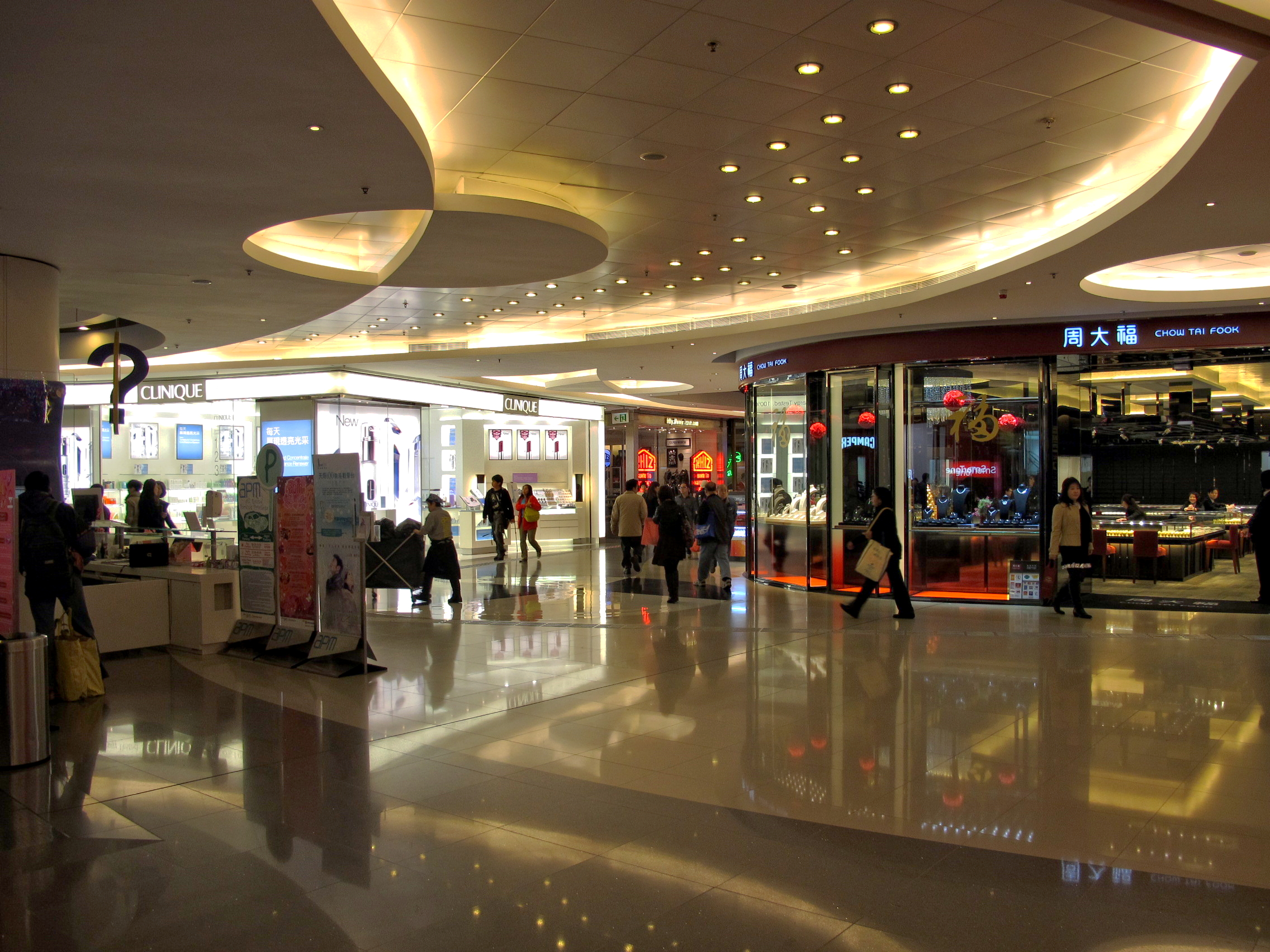
大堂層（C）
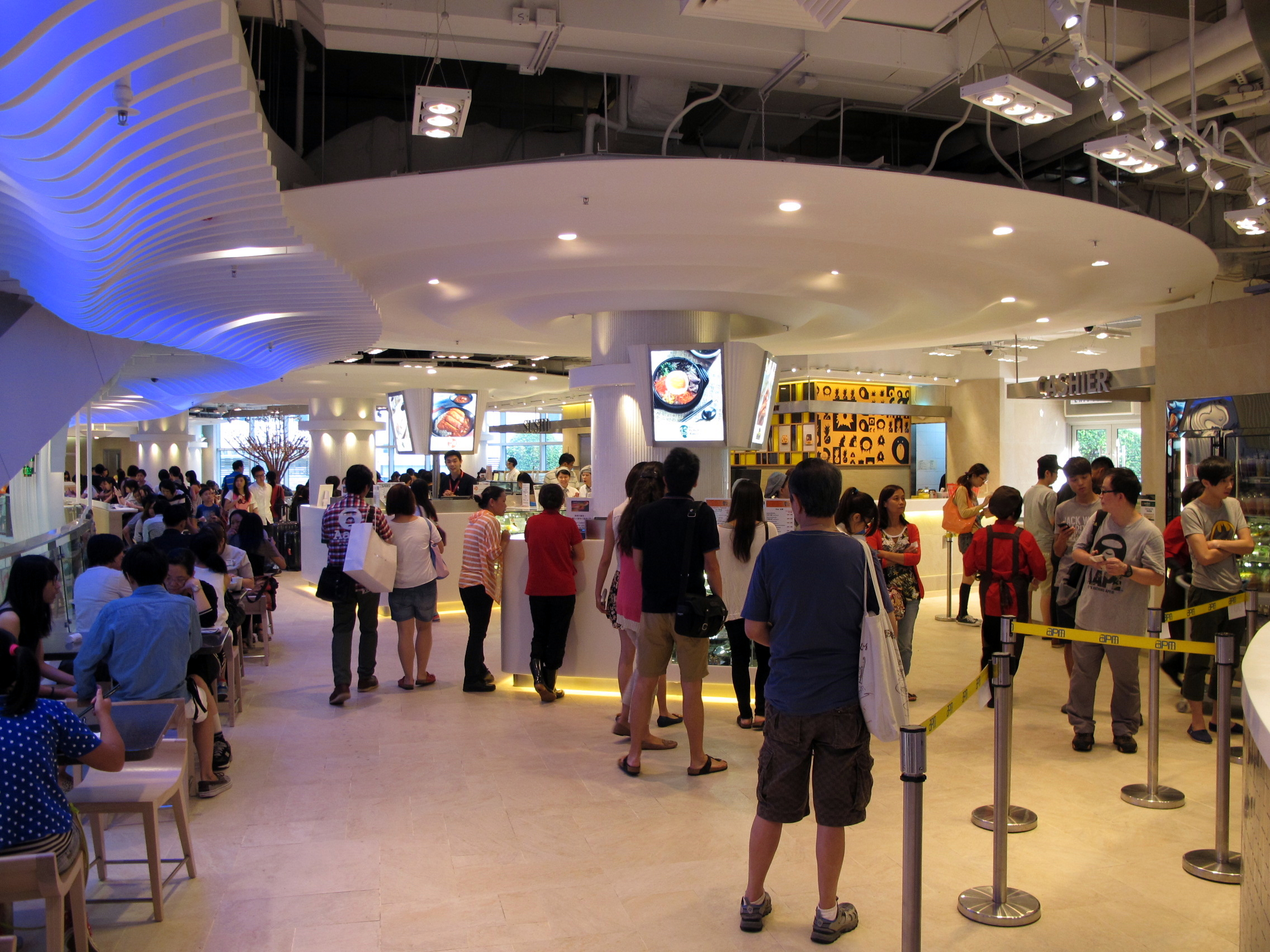
2樓 cookedDeli 美食廣場（在2021年結業）
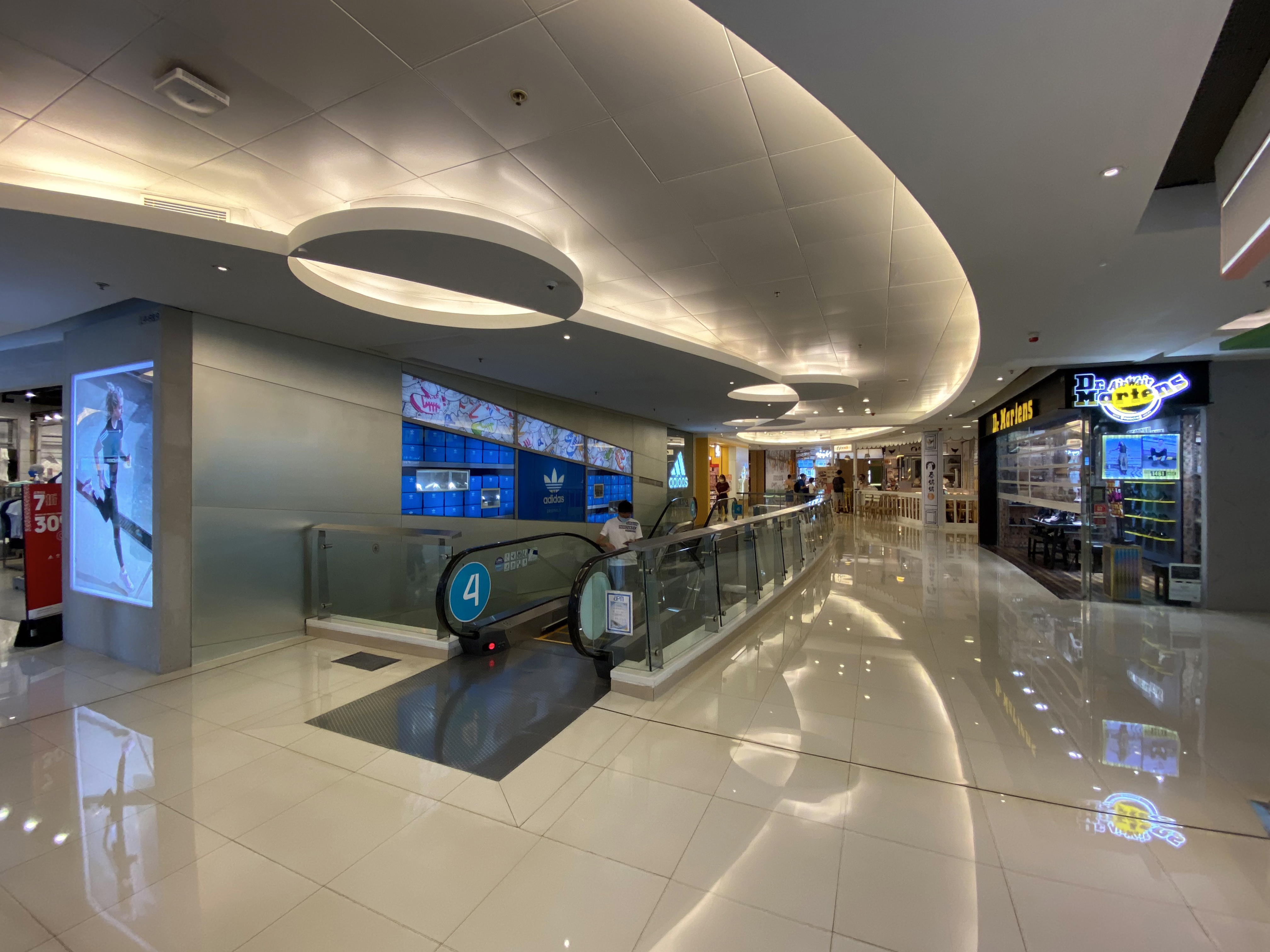
4樓商店
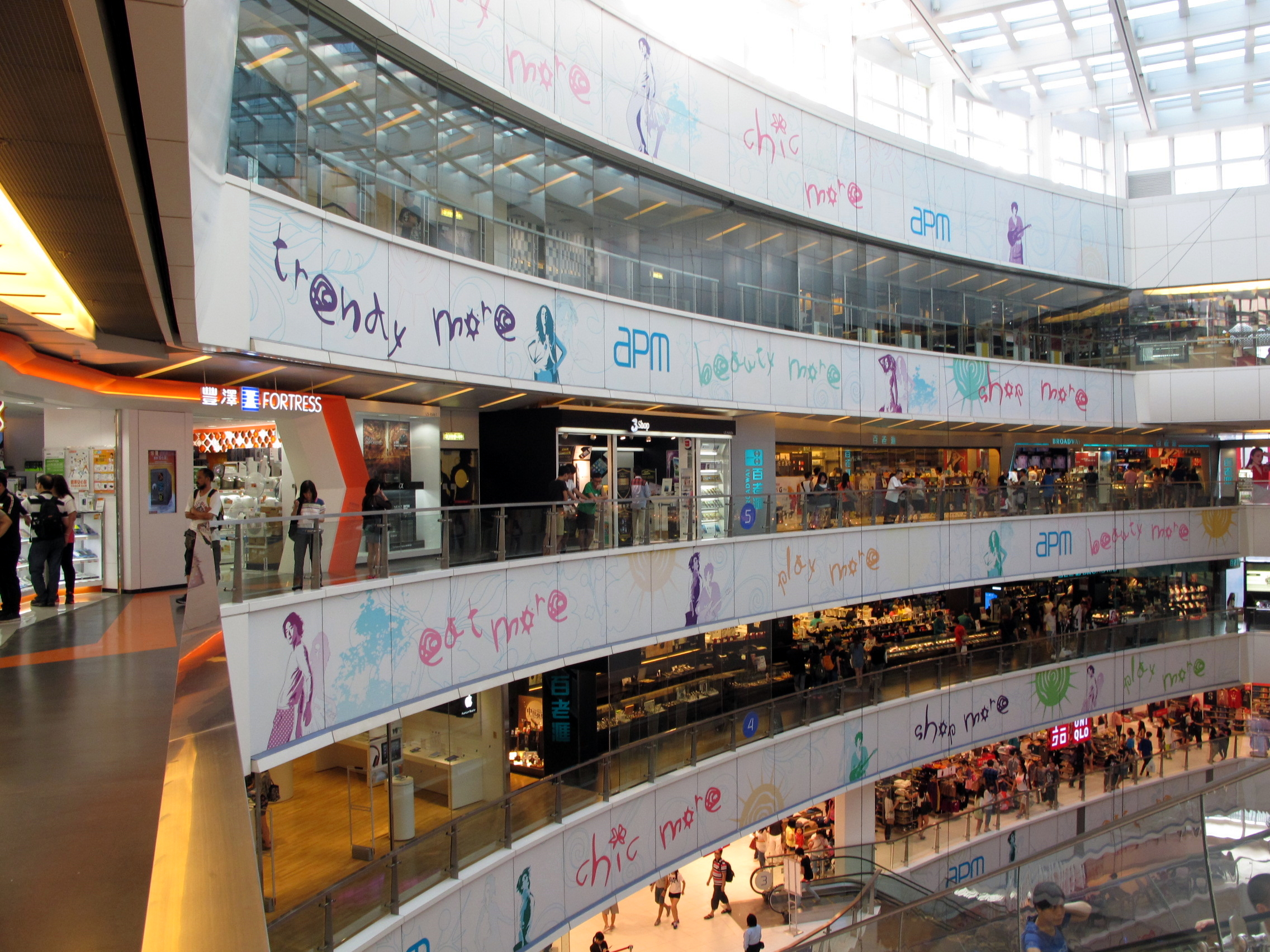
5樓以影音店為主
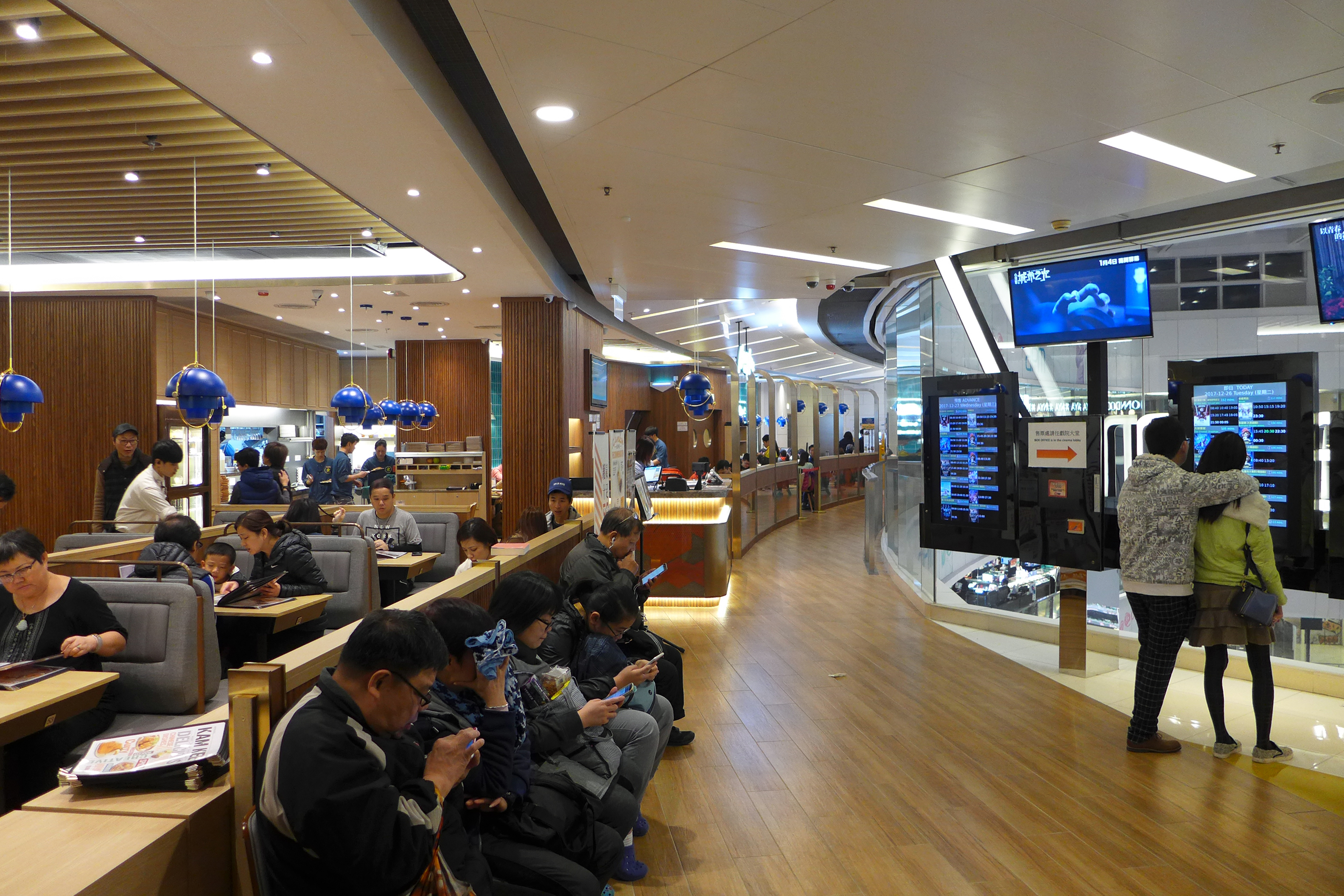
6樓食肆
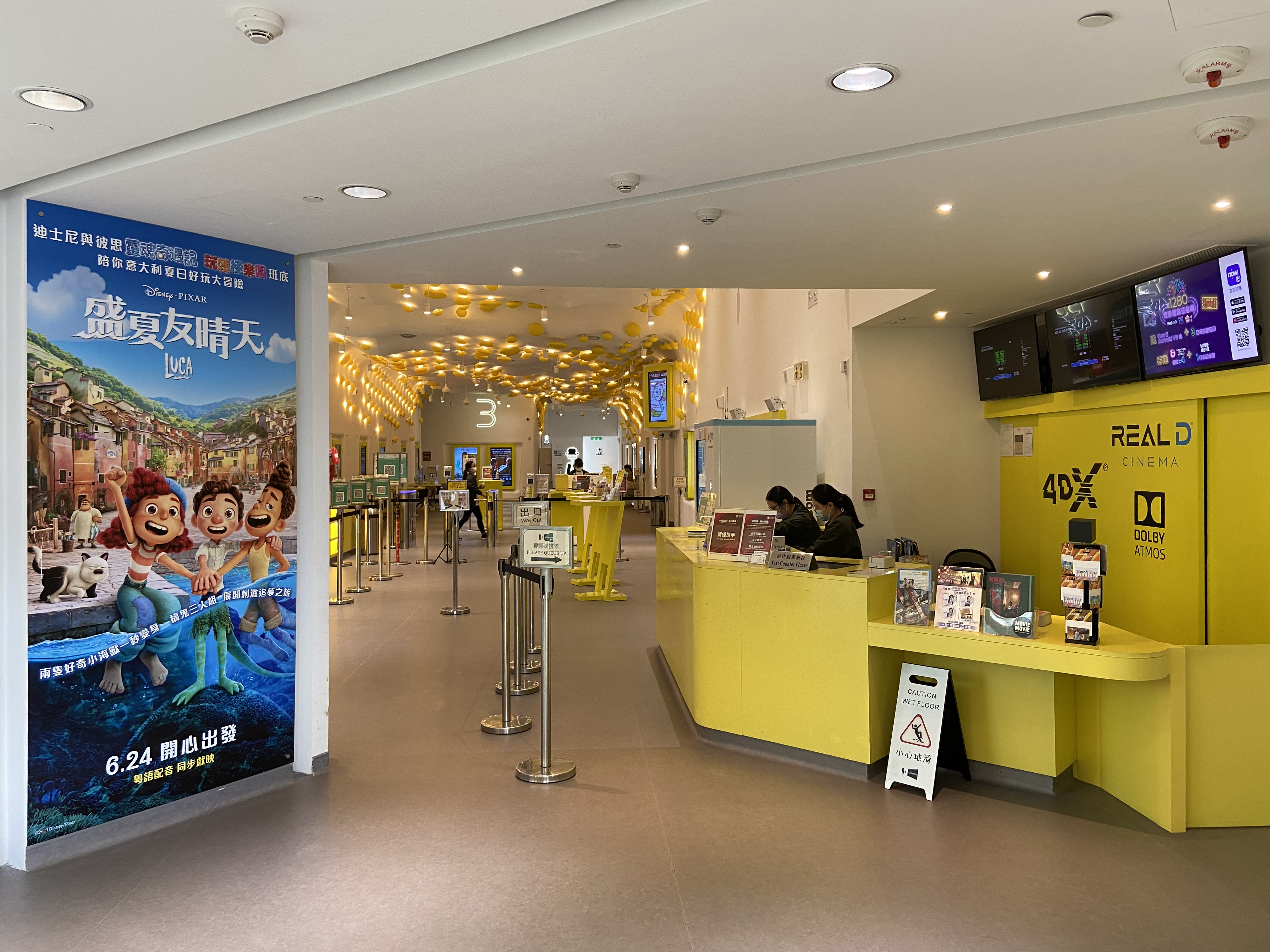
6樓B+ cinema apm
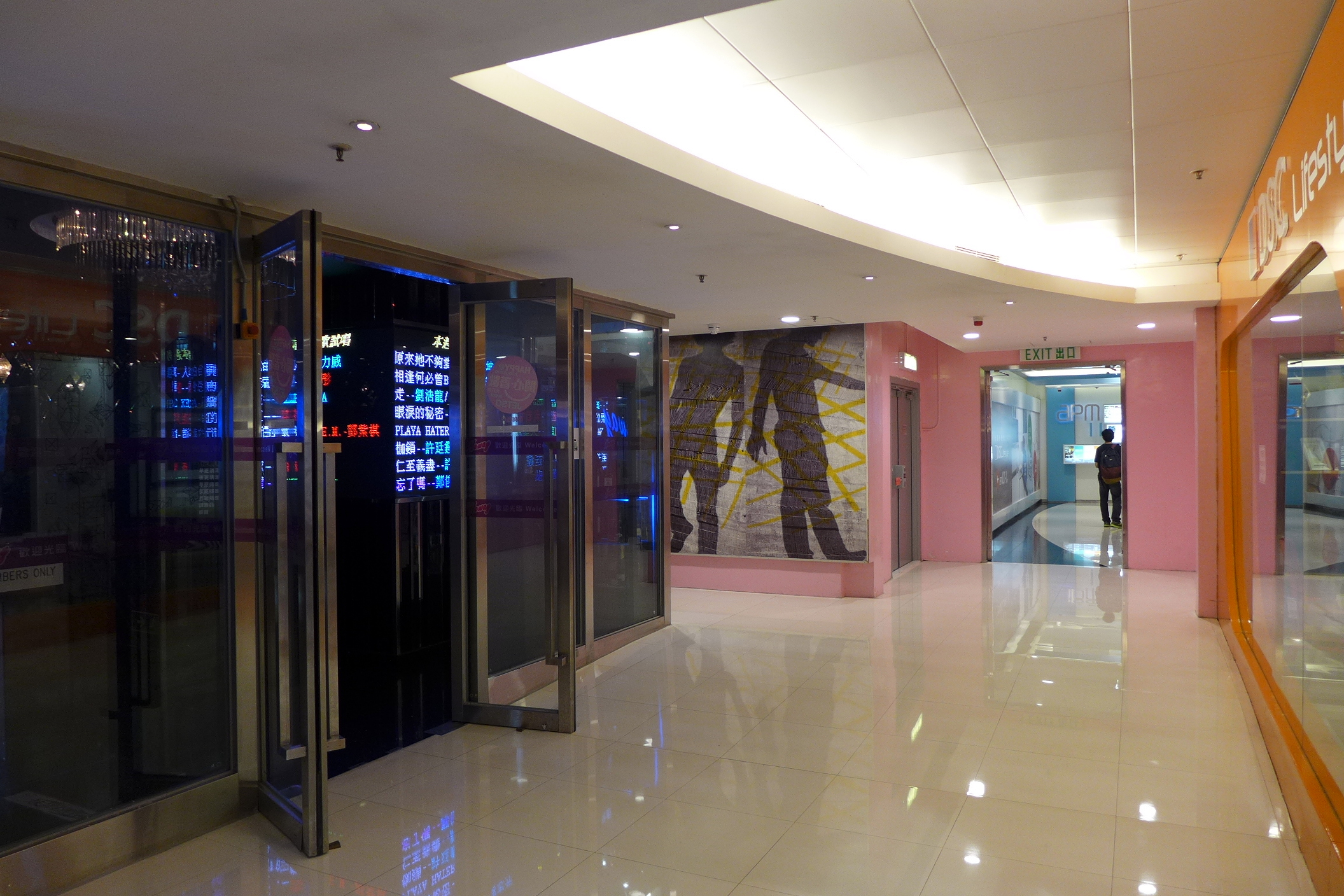
11樓

## 歷史
apm前身是一座工廈「東九龍廣場」，在2002年5月正式拆卸。apm原名「創紀超級城」，但名稱缺乏活動性而更名。apm於2003年11月開始進行招租工作，並且在2005年1月24日舉行啟動儀式。

### 2005年
- 2月，加州紅Green Box卡拉OK試業，為apm首間開業的店舖。此外，為增強商場知名度，設立apm甜蜜雪糕車，於情人節巡遊銅鑼灣、尖沙咀、旺角及觀塘等區域。3月18日，商場第一批60間店鋪開始試業，人流由試業前每日只有8,000名該廈本身的寫字樓客，大幅調升到65,000至70,000人。到了3月29日，佔地23,000呎美食廣場cookedDeli正式開幕。到了4月，商場約80間店舖開業，包括利苑酒家、Calvin Klein Jeans、全亞洲首間Benetton精品店、吉之島超級市場、MUK飾品店、三聯書店及Palace apm戲院等。由4月27日起，設跨境巴士24小時來往皇崗口岸及apm，為商場帶來更多人流。
- 5月，商場邀請多位名人舉行apm登陸儀式，並引入設施「apm香薰氧氣 Bar」；5月27日，香港第五間無印良品分店開業，佔地7,000平方呎。
- 7月17日，商場及佔地2萬平方呎的露天花園 t:>>park 正式開幕。同時出版apm雜誌，於香港、紐約、倫敦、日本及新加坡等潮流集中地派發。另一方面，多位官員以個人身份到商場巡視，包括葉澍堃、何志平、梁展文及鄔滿海等。
- 12月，商場斥資800萬引進「數碼影像舞台」裝置，由32部液晶顯示器組合而成，裝置可透過千變萬化的影像及動畫效果，為顧客帶來全新的視像享受。該裝置由32部46吋液晶顯示器組合而成，面積近500平方呎，可彈性組合成不同大小之舞台，配合不同的表演者需要；商場外牆亦加裝發光二極管燈飾，而該商場倒數活動之興起象徵1997年建立之九龍東倒數活動進入全盛時期，亦大大逆轉昔日銅鑼灣倒數人流格局。

- apm 尚未試業時1樓的面貌
- apm 試業時大部份商戶仍然進行裝修工程
- apm t:>>park 正在興建中
- apm 首個舉辦的展覽：新人類 - 蛋世界展

### 2009年
- 5月，C!ty'super旗下的生活精品店LOG-ON開設第二間分店，以全新面貌正式進駐apm，為顧客提供最新時裝飾物、電子玩意、文具、家居飾品、廚具及個人護理用品。

### 2010年
- 3月，商場將投放4,000萬元進行翻新工程。翻新工程將參考日本商場，主題是為租戶打造休閒、潮流文化。在大堂、美食廣場增設扶手電梯；於大堂、梯間加入美化圖案，將配合燈光變化；商場中庭的大屏幕，將更換為面積約400平方呎的發光二極管高清屏幕，較原來的大50%。另外商場內150部等離子顯示器亦會換成高清液晶顯示器[6]。不過最後翻新工程只限翻新升降機大堂、快速扶手電梯設LED燈飾及更換商場中庭的大屏幕。而且設計與日本商場的優雅設計差距甚大。

### 2011年
- 2月，商場計劃斥資8,000萬元進行潮流變格工程，於3月初展開，為期18個月，包括更新解像度達6毫米逾310吋的大型室內發光二極管顯示器比以往大30%，為全港室內最大型發光二極管顯示器之一及加設戶外潮流廣場。[7]
- 6月，新鴻基地產表示7月將展開商戶優化，包括將美容商戶將增至20間，樓面增加30%；並且於9月將位於1樓的美食廣場將遷至2樓現無印良品位置，面積增加50%，原址則會引入2個國際品牌，2樓將改為美食廣場；3樓開設佔地9,000平方呎的UNIQLO。4樓會改為百老匯、中原電器及new version電腦店，使電器商戶面積擴大50%，由3.4萬呎增至4.5萬平方呎。LOGON的生活百貨店亦會遷至新地方。
- 7月，商場打算於場內會加設多元智能兒童遊戲設施，准許商舖加入兒童產品元素及把商場最高兩層寫字樓（7樓至8樓）改建成食肆，但須待寫字樓客戶之租約完成後才可動工，該兩層的寫字樓或遷至其他期數的創紀之城。[8]

### 2012年
- 3月，宣佈國際潮牌Aape By a Bathing Ape（aape）於5月5日登陸apm，開設本港首家店，店面約3,000方呎。分店沿用東京原宿店的設計藍圖，其中全白色座地收銀台設於店鋪中央，配置透明飾櫃，展示飾物及小配件等，而店內更將設有多部鏡面電視不停播放品牌形象影片。其餘引入国际品牌包括Repipi Armario、Steve Madden、HTC手機專門店、Pandora 及SaSa。
- 5月1日起，無印良品會搬遷到一樓原Citysuper cooked Deli的部份範圍，其餘面積也會引入其他國際品牌進駐。原Citysuper cooked Deli也會待無印良品搬遷後會於商場二樓重新開業。

### 2013年
- 3月，獲新租及續租樓面面積約6萬平方呎，涉及約30個租戶，租金錄得雙位數升幅。同時宣佈4間潮流設計師精品店即將進駐apm，涉及約2,000平方呎樓面面積。包括全球首間日本親子豆腐旗艦店（TO-FU OYAKO），五月天阿信×不二良時裝品牌STAYREAL，漫畫家小克精品店Panda Link，設計師品牌Ginger More。
- 9月3日，位於2樓的cooked Deli美食廣場由1樓搬至2樓，佔地約8,000平方呎，加入不少綠色元素，其中入口處以綠色植物牆作裝飾，美食廣場的中央則以樹來粉飾，還有一列落地玻璃，引入自然光，加上白色及原木色主調，以及天花高低不一的波浪和水滴設計，增添一絲動感。美食專櫃有10個選擇，近半為首次打入香港，包括「唐茶」、「鮨八」、「御飯屋」和「咖喱屋」，而在「鮨八」、「御飯屋」和「咖喱屋」吃到的米飯，均選用city'super在日本自家米田種植的新潟縣秋田珍珠米。

### 2014年

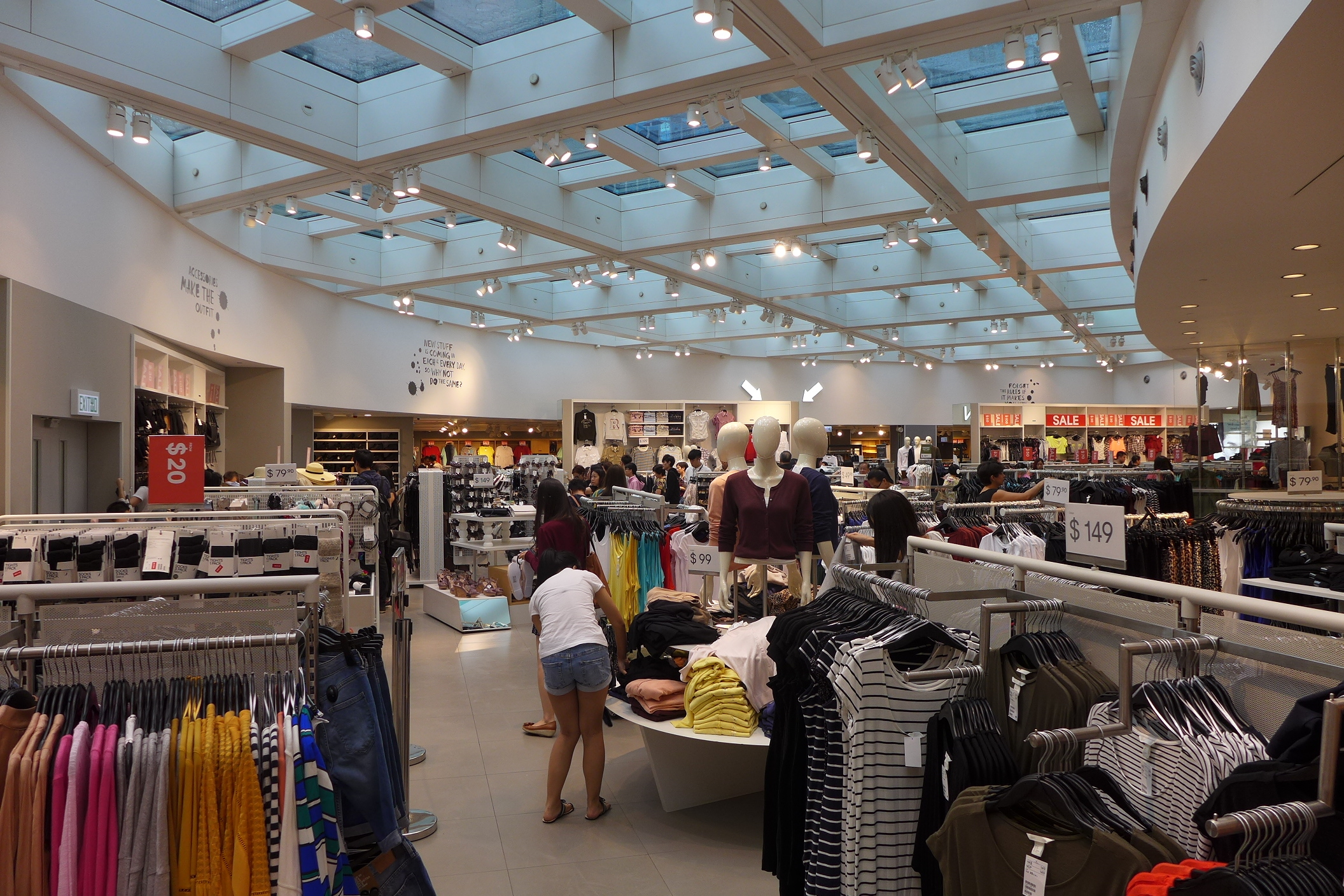
1樓原有cookedDeli 美食廣場改為佔地約2.2萬方呎的國際時裝品牌H&M

- 4月，商場其中4層樓面、涉約6.5萬方呎的兩年期租戶優化計劃已完成，涉及10個租戶，其中包括位於1樓佔地約2.2萬方呎的國際時裝品牌H&M。商場首季每方呎營業額最高為珠寶首飾店，達6,000至8,000元，其次為影音及化妝品，分別為4,000至6,000元與3,000至5,000元[9]。
- 5月，商場B1層的AEON超級市場因租約期滿結業，原址將於9月開設一田超級市場。下半年新進駐的商戶涉及樓面面積約12萬平方呎合計約30個新租及續租商戶，包括化粧品牌Dior等。目前場內平均呎租約100元至400元，料全年租金收入約逾3.8億元，按去年升1成。對於政府有意削減內地自由行人數，馮秀炎指集團旗下商場自由行客源只佔約10%至15%，即使自由行旅客減少，對商場營業額影響不大。另外，apm亦配合起動九龍東及飛躍啟德計劃，為商場10萬呎樓面進行升級，包括下半年撥出5,000萬元為2樓佔地約2.5萬方呎戶外平台展開翻新工程。額外5,000萬元作為洗手間美化工程、改善智能手機應用程式及新增互動商店路線搜尋系統等[10]。集團亦研究把部分寫字樓層轉作餐飲用途，預計2015年可落實；該15萬方呎樓面約為5至6層。
- 9月25日，apm一田超市新店開幕，該超市內設咖啡店、海鮮吧區及烘焙專區，力吸年輕客群。

### 2015年
- 8月23日，元氣壽司迴轉分店結業，同年11月起，遷往6樓並連同同一集團及同一國家的菜系的丼丼屋重開，並重新命名為元氣高速線，為九龍區首間元氣高速線分店。

### 2016年

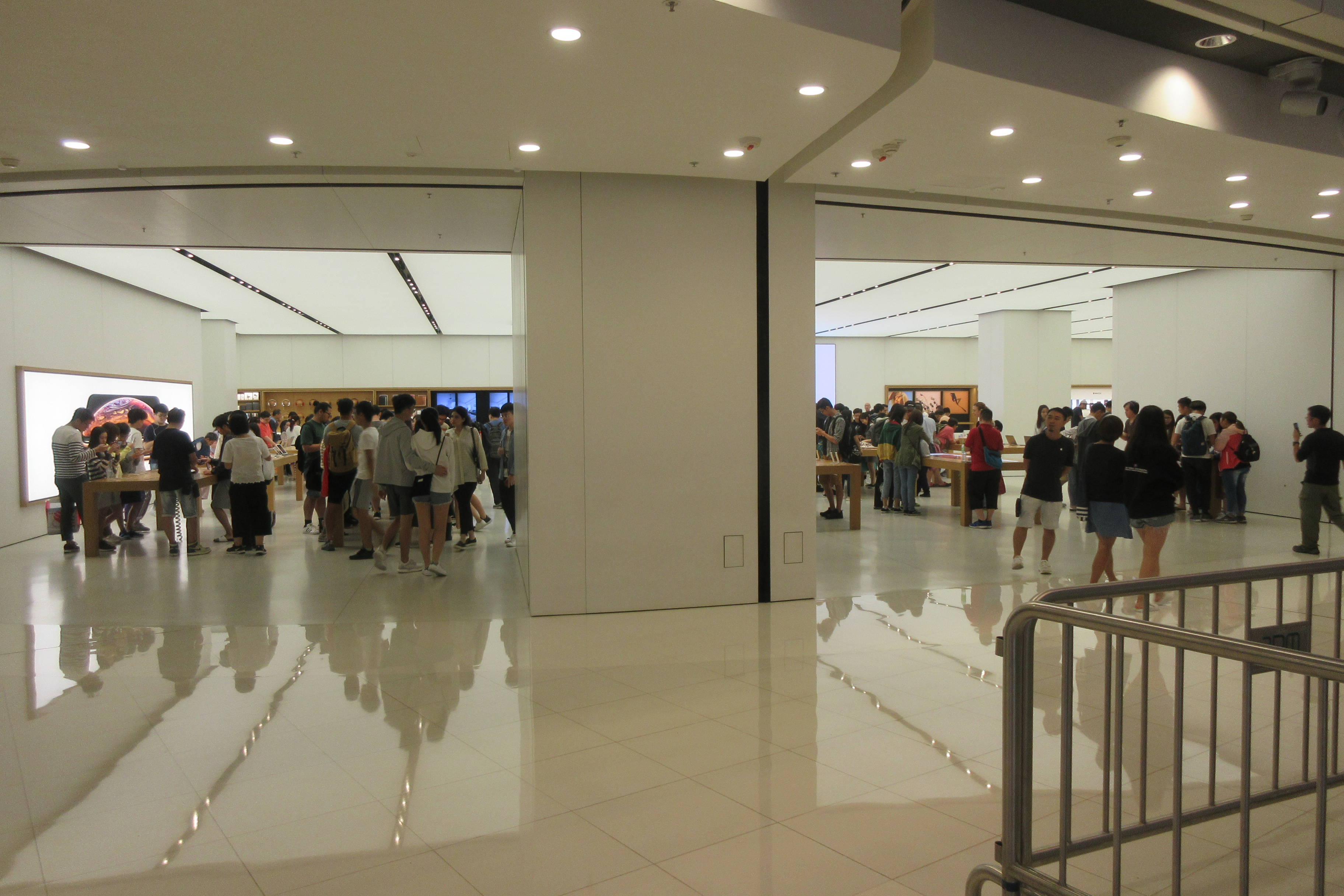
佔地約1萬呎的Apple Store分店於9月22日開幕

- 1月，apm開業自2005年開業以來已優化80%租戶，保持10%星級租戶首度進駐香港，30%租戶首度進駐東九龍。2016年上半年合計約50個新租及續租商戶，佔整體租戶數量約25%，當中涉及樓面面積約20萬平方呎，預計新租續租租金可保持平穩增長，其中運動品牌NIKE會於第2季開設7000方呎旗艦店，另一個約1萬方呎的Under Armour亦會於2017年1月登陸，成九龍東唯一分店。目前apm的平均呎租100元至400元[11]。
- 9月15日，蘋果公司宣布將會在apm商場大堂層C19至C27號舖開設佔地約1萬呎的Apple Store零售店，為東九龍首間分店，並於9月22日開幕。

### 2019年
- 4月，Neway Karaoke Box遷往1亞太中心，原址將開設Big C (已結業)。

### 2021年
- 2月，開設近16年的cookedeli by citysuper結業，原址將開設Food Fiesta，於同年12月開業。

### 2022年
- 5月11日，日本藥妝店松本清於香港開設的首間分店開業。同年7月，發展商表示位於2樓的apm Garden戶外空間，斥資5000萬元的美化工程竣工。而上半年有約70個新租戶及續租商戶、涉約18萬方呎樓面，當中80%租戶是首次進駐東九龍，20%租戶是首次在香港設立門市。[12]

- 11月，網民發現H&M疑似在月底結業，衣架已經被清空，引起大量網民討論。[13]

## 宣傳口號
商場以“Play more, sleep less”為宣傳口號，意即“玩多些，睡少些”。

## 事件

### 商場操控無人航拍機
2017年1月，有美國遊客於商場中庭操控迷你Tiny Whoop FPV無人航拍機，不停在新年掛飾、美食廣場及中庭攤檔內左右穿插，並在市民頭頂飛過。其後片段被上載至YouTube，被轉發至「香港無人機航拍會」facebook群組後引起爭議，反應兩極。商場發言人指並無授權該名人士使用航拍機，亦沒接獲申請，並非常關注事件。對於有人擅自於商場室內操作航拍儀器，商場管理處認為是極度不負責任及危害訪客安全的行為，並予以強烈譴責，正就事件諮詢法律意見，研究進一步法律行動。拍片者早前亦到世界各地名勝古蹟航拍，包括巴黎聖母院、荷蘭鹿特丹書山公共圖書館及紐約華爾街銅牛等。

### 雙層巴士誤闖私家車通道
由於私家車通道高度限制為3.8米，因此過去曾發生有雙層巴士駛離位於該商場地下的巴士站時誤闖通道，導致撞毀假天花的意外。

### 自殺事件
- 2012年10月27日，一名74歲姓梁老婦由5樓跨過圍欄，直墮地下大堂位置，重傷昏迷，送院搶救後不治。警員聯絡她的家人，不排除因病厭世輕生。[16]
- 2018年5月2日下午2時許，一名有10年精神病紀錄，41歲姓蔡女子由商場4樓跳樓，直墮商場大堂中庭（即墮下5層樓），血花四濺，血漬彈至數米遠。事發時商場內指有不少遊人目擊事件後懷疑受驚蹲在一旁哭泣。警方證實女子當場死亡，商場保安員即時以圍板遮擋。而商場圍欄約1.2米高。[17]
- 2019年2月13日下午1時半，一名73歲姓錢老翁由商場5樓跨過圍欄跳下商場大堂中庭，送院後死亡，不排除因病厭世輕生。apm服務處對事件深感惋惜及痛心，稱稍後將展開加高圍欄工程。[18]
- 2019年6月3日下午1時許，一名33歲姓姚女子由商場3樓跨過圍欄跳下商場大堂中庭，送院後死亡，現場沒有檢獲遺書。[19]由於商場多次發生有人從高處墮下意外，商場方面着手進行圍欄改善工程，計劃將圍欄加高，但來不及加高便再次發生悲劇。[20]
- 2019年11月16日下午1時許，一名38歲姓林男子攀過約1.8米高的玻璃圍欄，從5樓躍下，送院搶救無效死亡。[21]

### 反修例期間事件
2019年
2019年11月11日「三罷」，商場連接港鐵觀塘站A2出口的位置，有市民與在場警員對罵，其後警員突然衝前噴射胡椒噴劑，衝入商場範圍制服多人，至少1男1女被帶走，其中一名女子頭部流血，牆上留下血跡。
2019年12月25日晚上9時許，數十名戴口罩人士在商場各層聚集，高叫反修例口號。約15分鐘後，約80名防暴警察衝入商場多層，施放胡椒噴霧作出驅散。大量市民指罵警員，而警員以「中年曱甴」、「縮頭烏龜」回應。防暴警察在行動中截查多人和多次指罵記者為「黑記」，帶走6人。
2020年

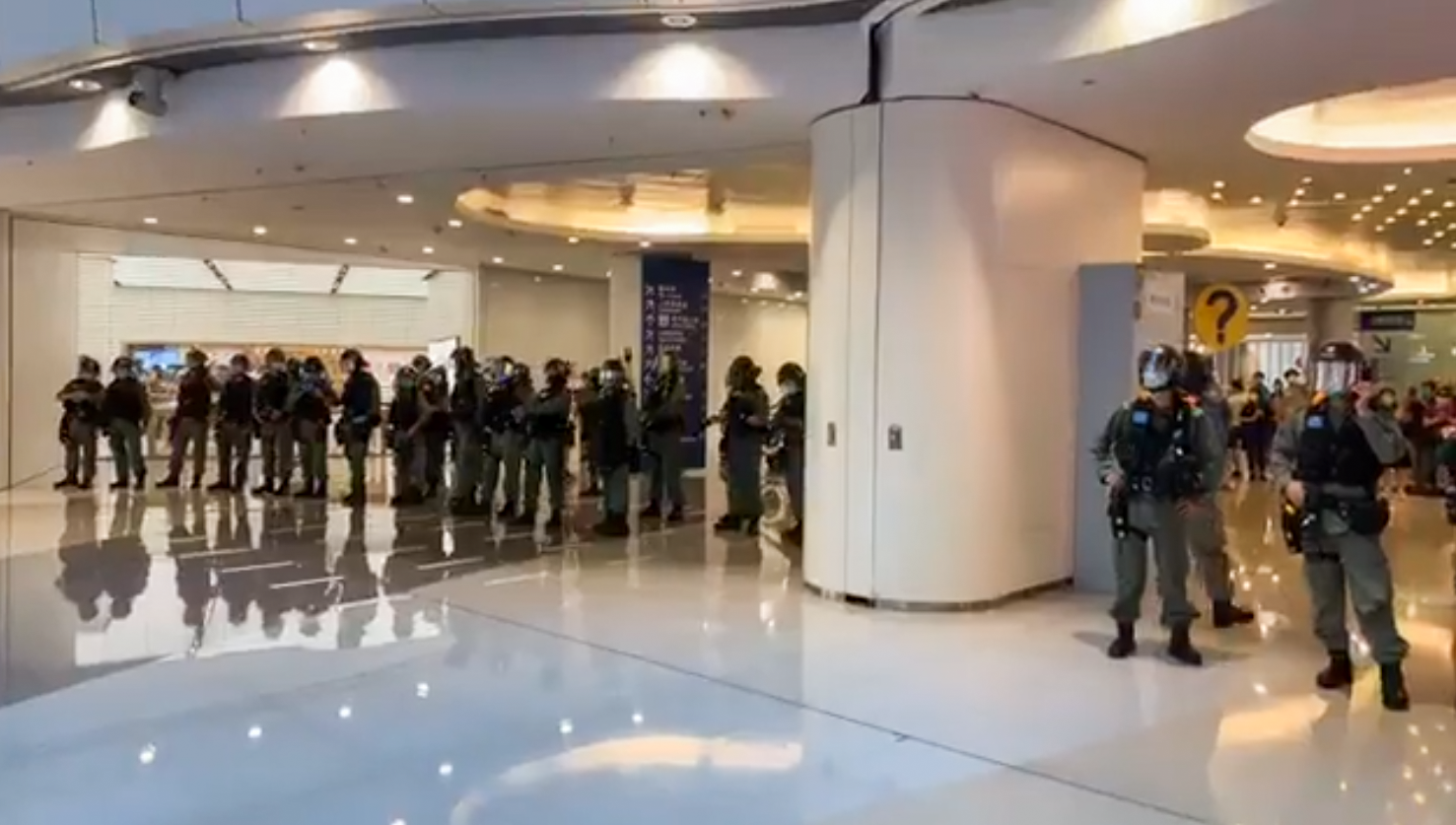
2020年5月10日，多區和你Sing期間，大批防暴警員在UC層一字排開

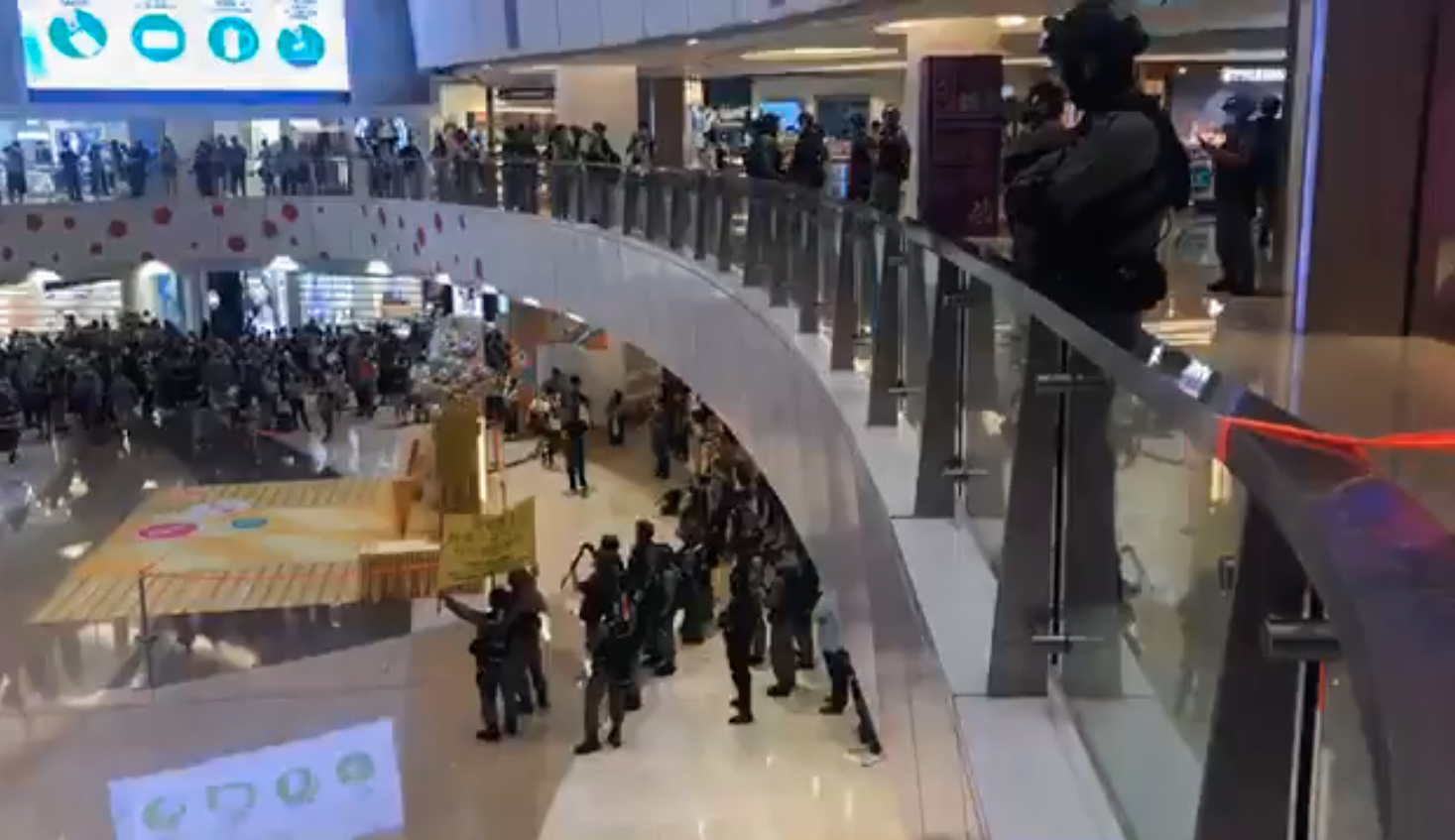
2020年6月30日，大批防暴警察突然進入商場並舉起黃旗

5月10日，在「多區和你Sing」行動中，市民在各層聚集，高叫反修例口號。防暴警在下午4時半進入商場巡邏約20分鐘，警員離去後商店才陸續恢復營業，而商場人流明顯減少。有化妝品店員表示警方行動影響生意。
6月30日傍晚6時，商場有「和你SING」活動，近百人在中庭聚集，多次叫喊「解散警隊，刻不容緩」和「7月1，維園見」等口號。不過活動開始大約5分鐘後，大批防暴警察突然進入商場，其後在中庭位置多次舉起黃旗，有警員上到UC層要求逗留市民離開，並設封鎖線。期間部份商舖拉閘暫停營業。逗留約10分鐘後，警員分別沿電梯離開商場，部分防暴警行到觀塘站駐守。商場內的市民再次在中庭叫喊口號。到晚上7時，大批防暴警從多個位置衝入商場，部分警員由高層逐層清場。防暴警在中庭舉起藍旗，表示商場聚集市民正參與未經批准集結，並會進行驅散。其後警員在多個樓層近中庭的通道進行封鎖，並驅散市民，並清理市民懸掛的文宣。期間多名市民被防暴警截查。經截查後，至少3男1女被雙手反綁帶走，年齡介乎16至30歲，涉嫌參與未經批准集結。
事隔近兩年，兩名已踢保的27歲女子和32歲男文員被起訴非法集結罪，押後至6月22日再訊，期間獲准以2000元保釋。其後一名22歲留學英國男生回港後，亦被控一項非法集結罪名，被告准以5,000元保釋，期間不得離港、交出所有旅遊證件，及居住報稱地址等。到7月6日，裁判官劉淑嫻指雖然沒有造成任何破壞，但由於活動在商場發生，並影響其他商戶及顧客下，屬加刑因素，判兩人監禁8星期。而該名留學英國的22歲男生亦在同年10月13日裁定判囚8星期。署理主任裁判官陳慧敏指，被告叫喊口號和協助他人張貼標語在警方多番警告下仍無動於衷，其行為可挑動在場其他人士，增加案件嚴重性。

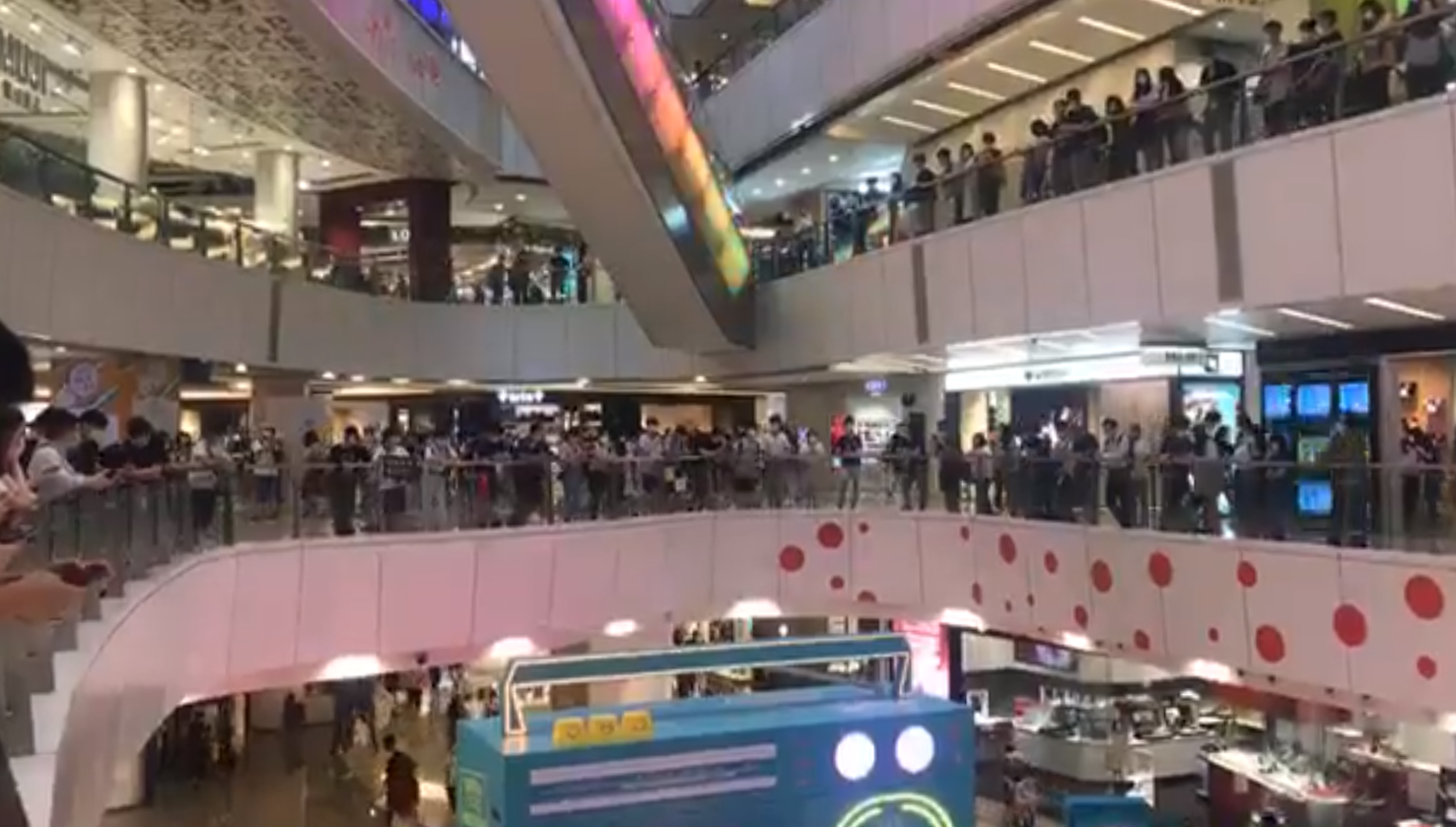
近百人在中庭聚集
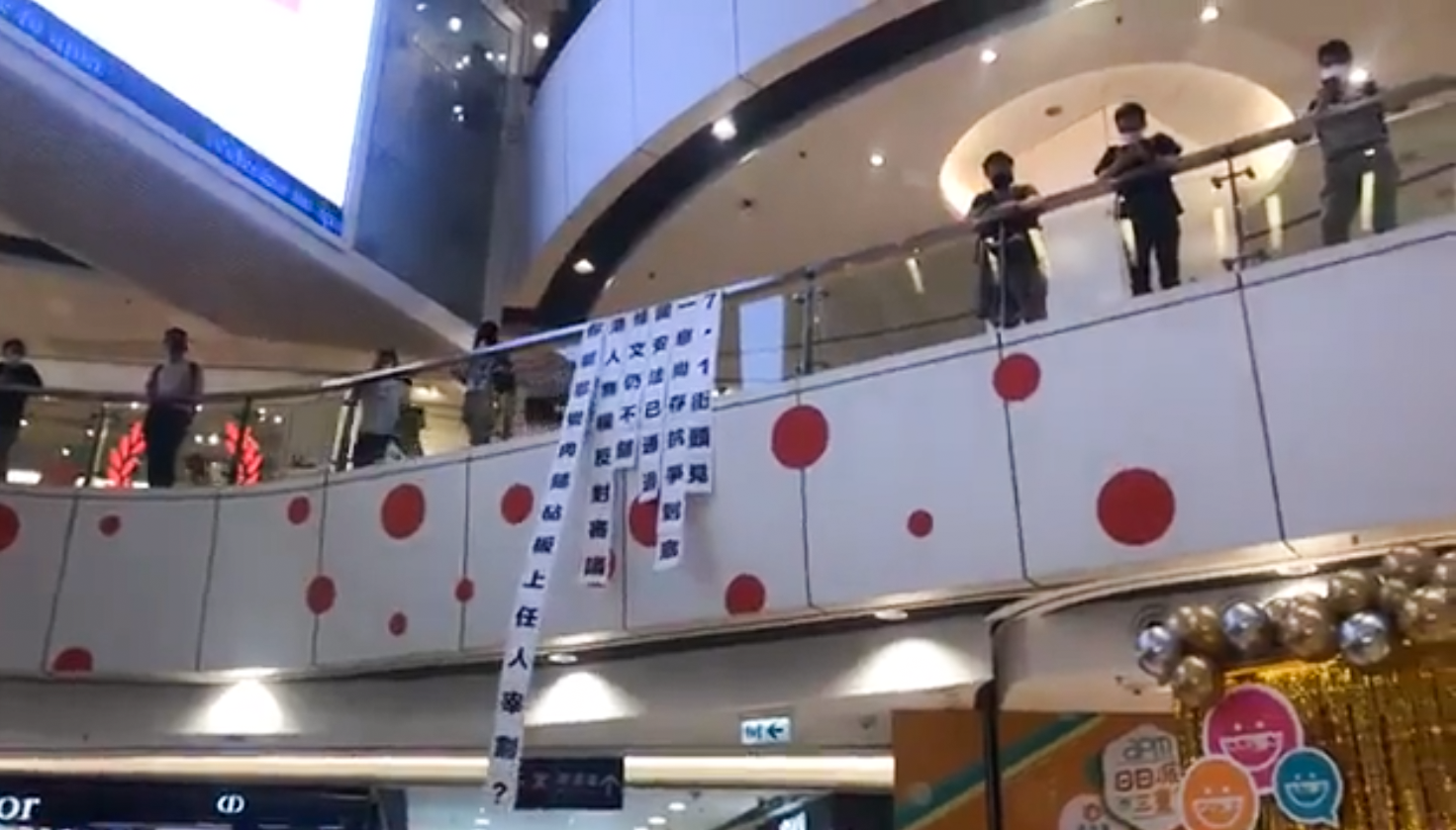
中庭懸掛了文宣
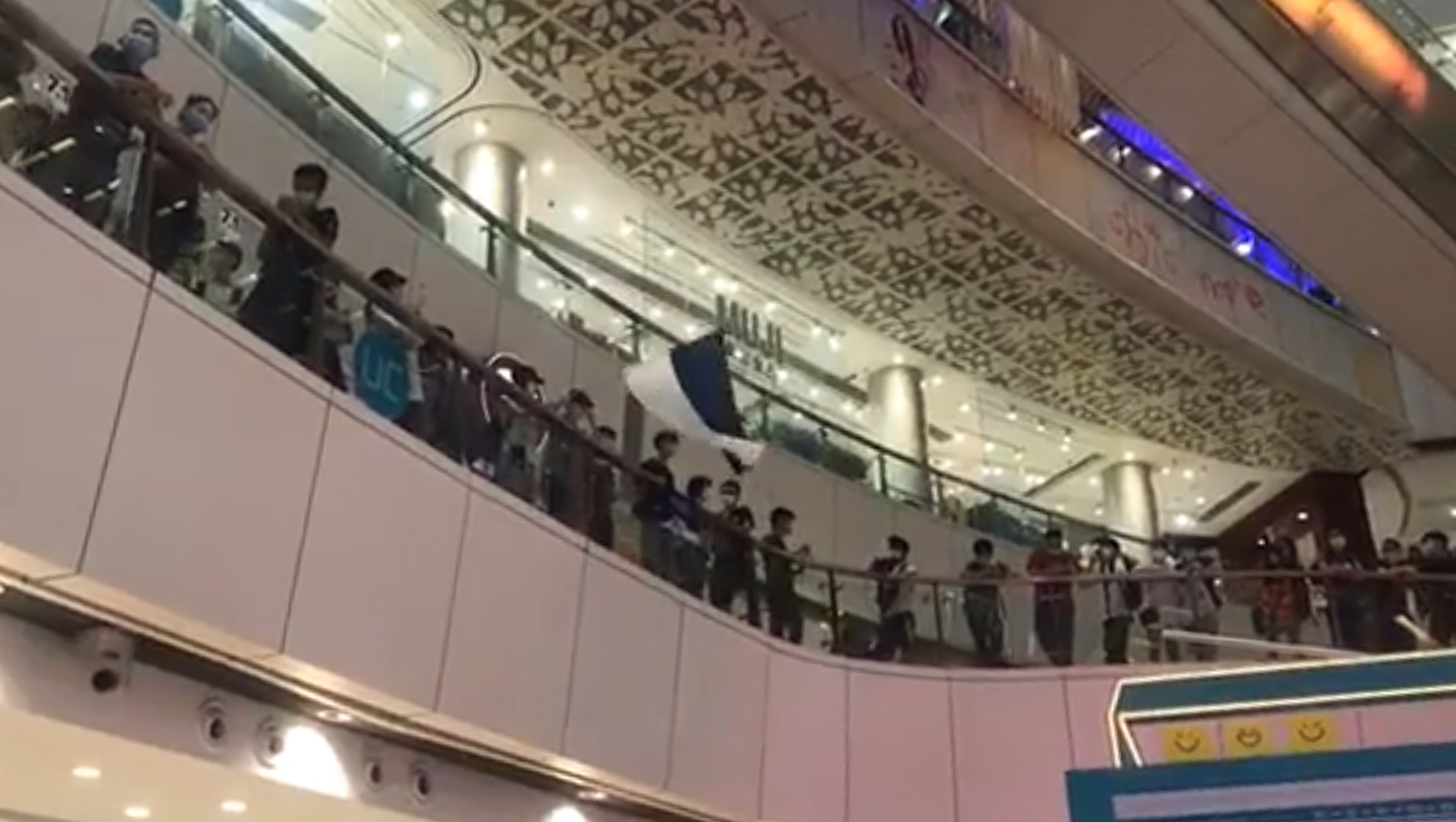
有人揮藍白旗
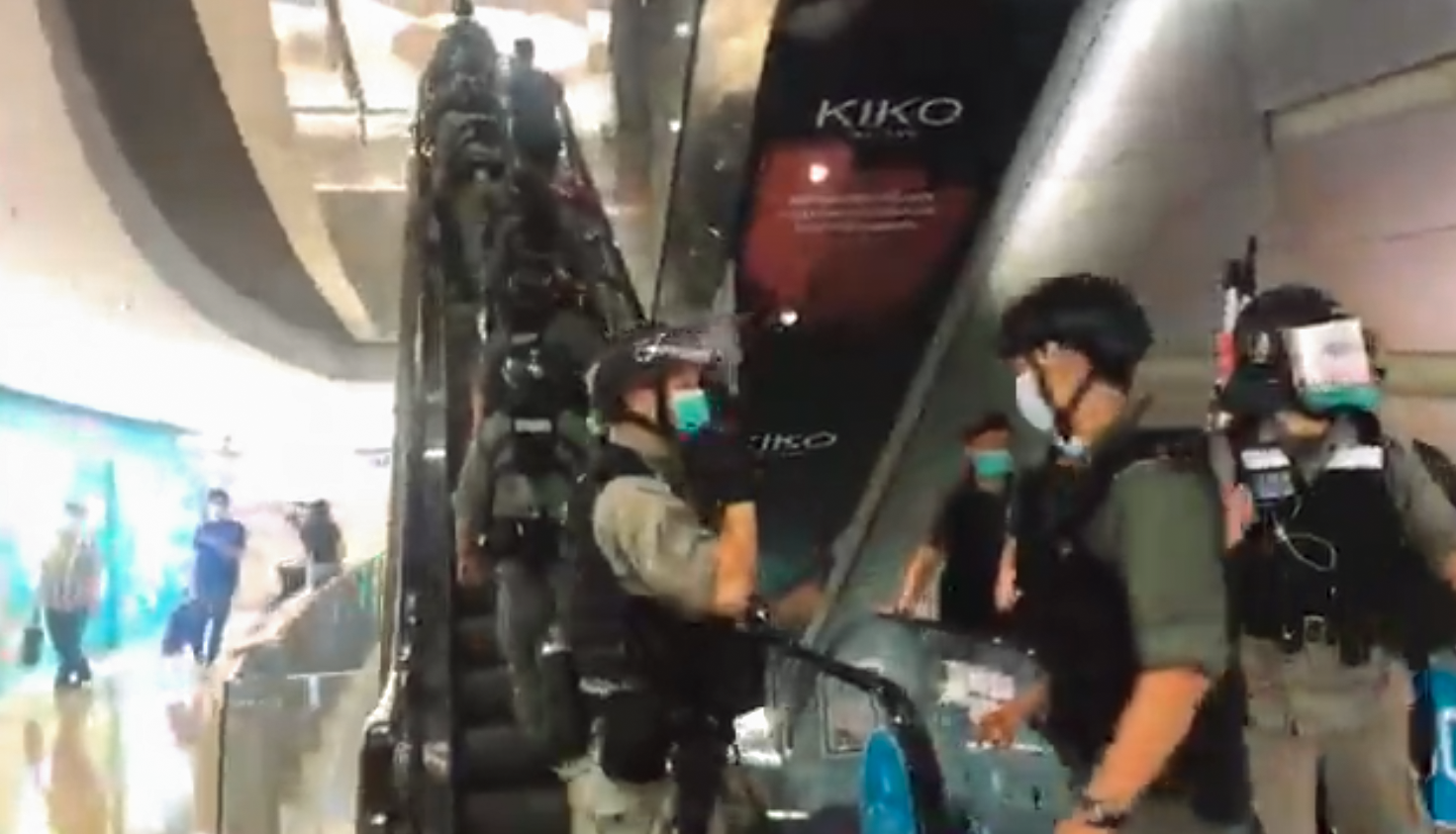
晚上7時，大批防暴警衝入商場高層
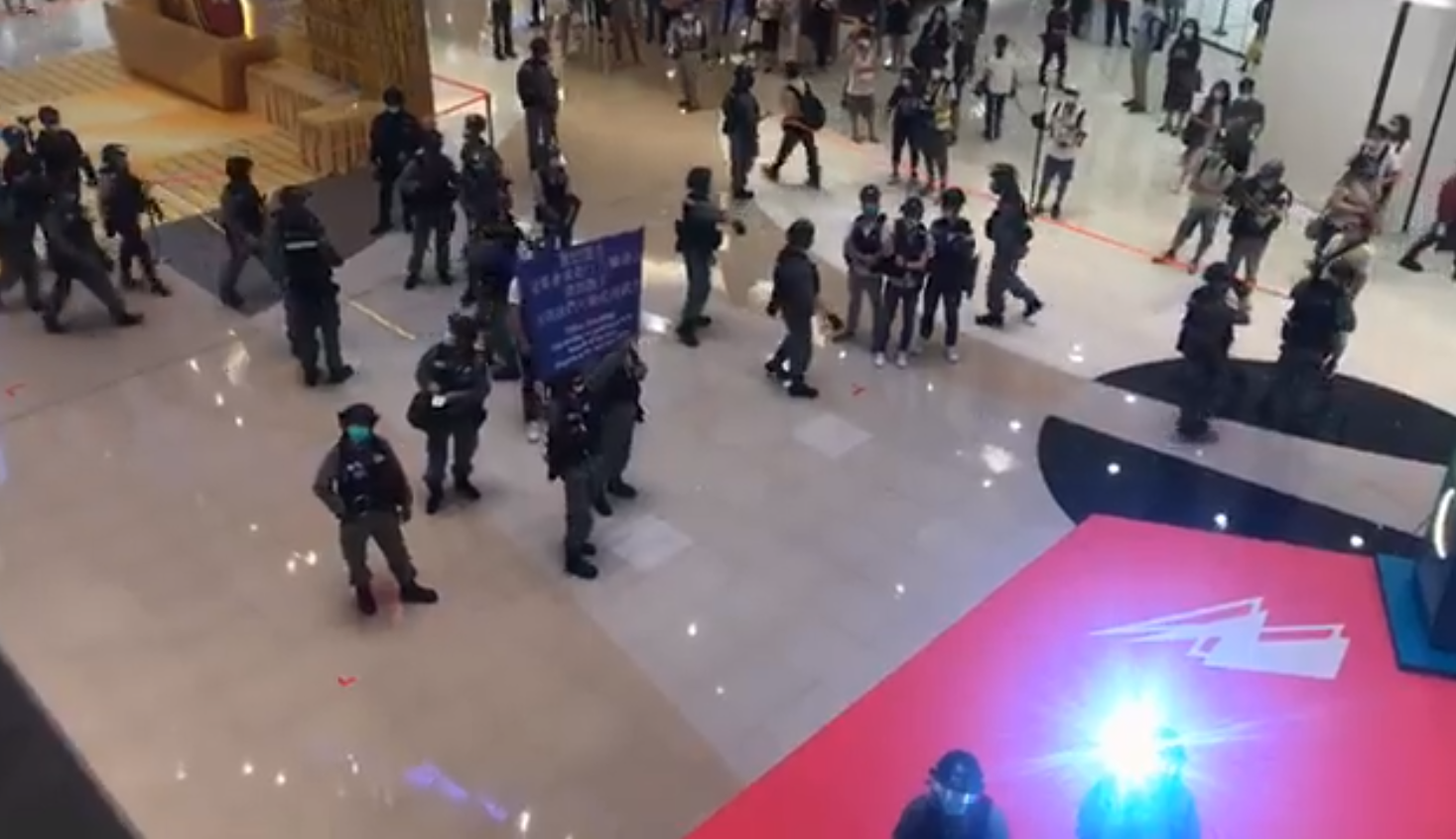
防暴警在中庭舉起藍旗，表示商場聚集市民正參與未經批准集結
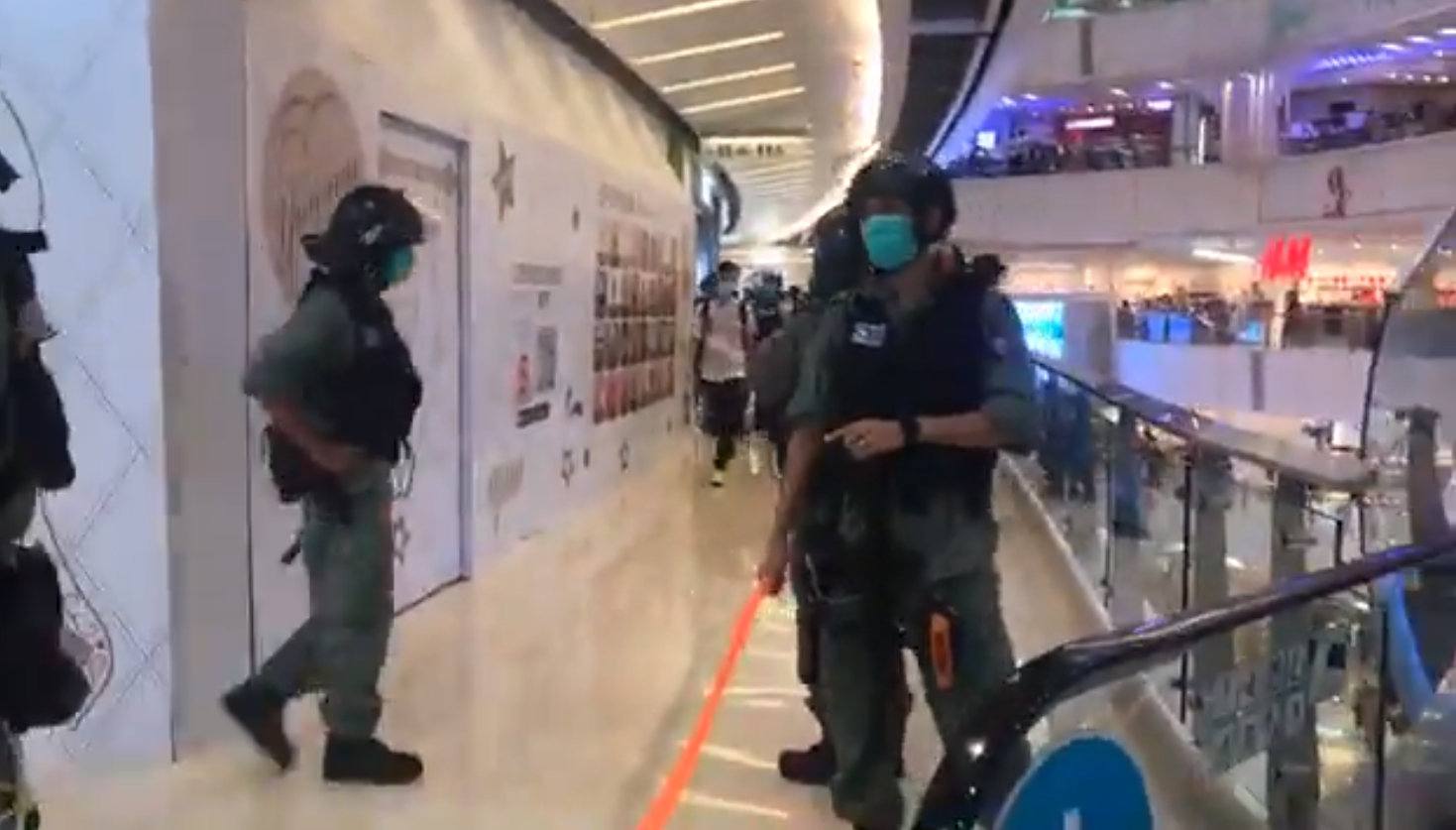
防暴警在近中庭的通道進行封鎖，並驅散市民
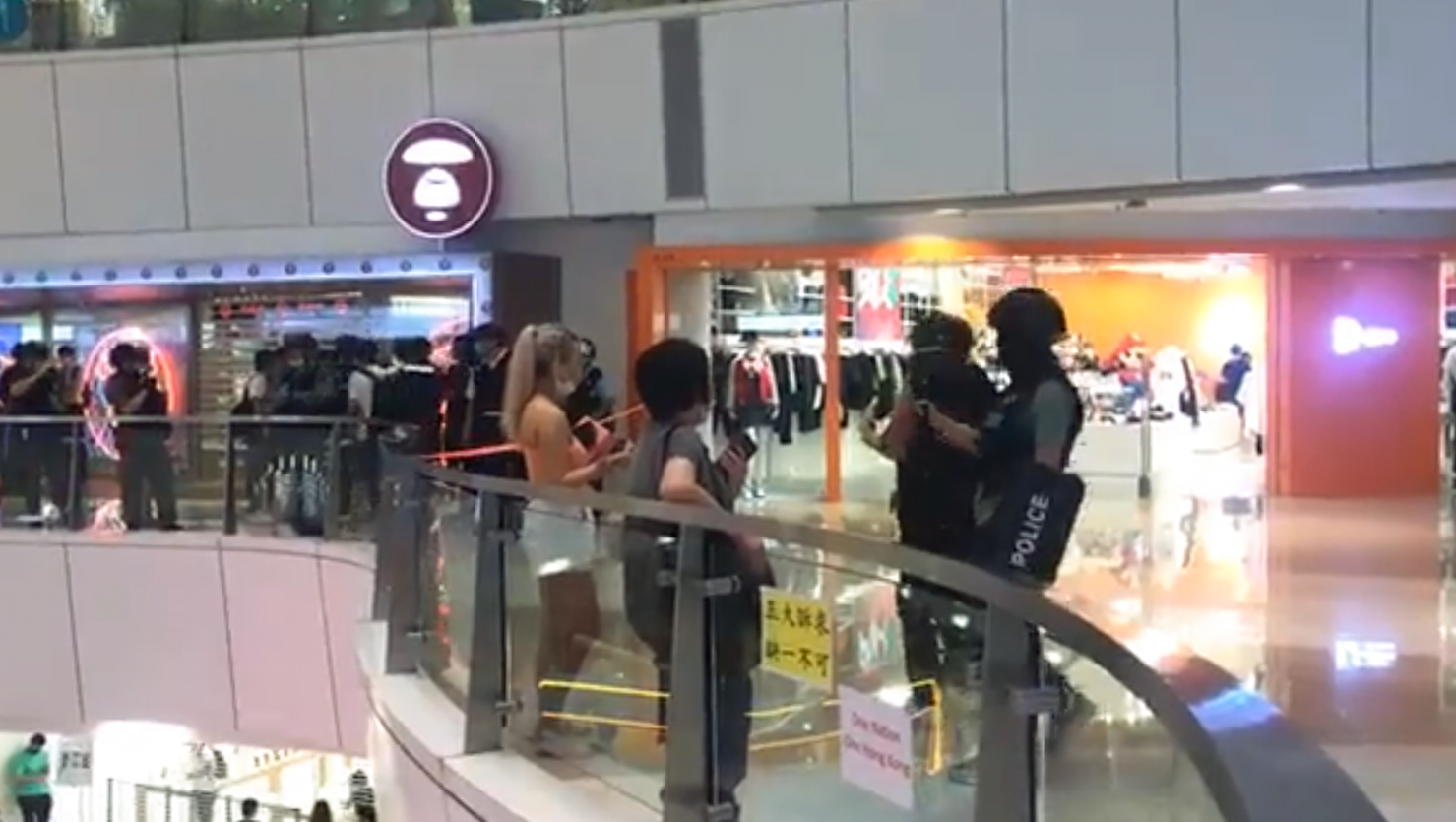
有市民被截查，之後被帶走

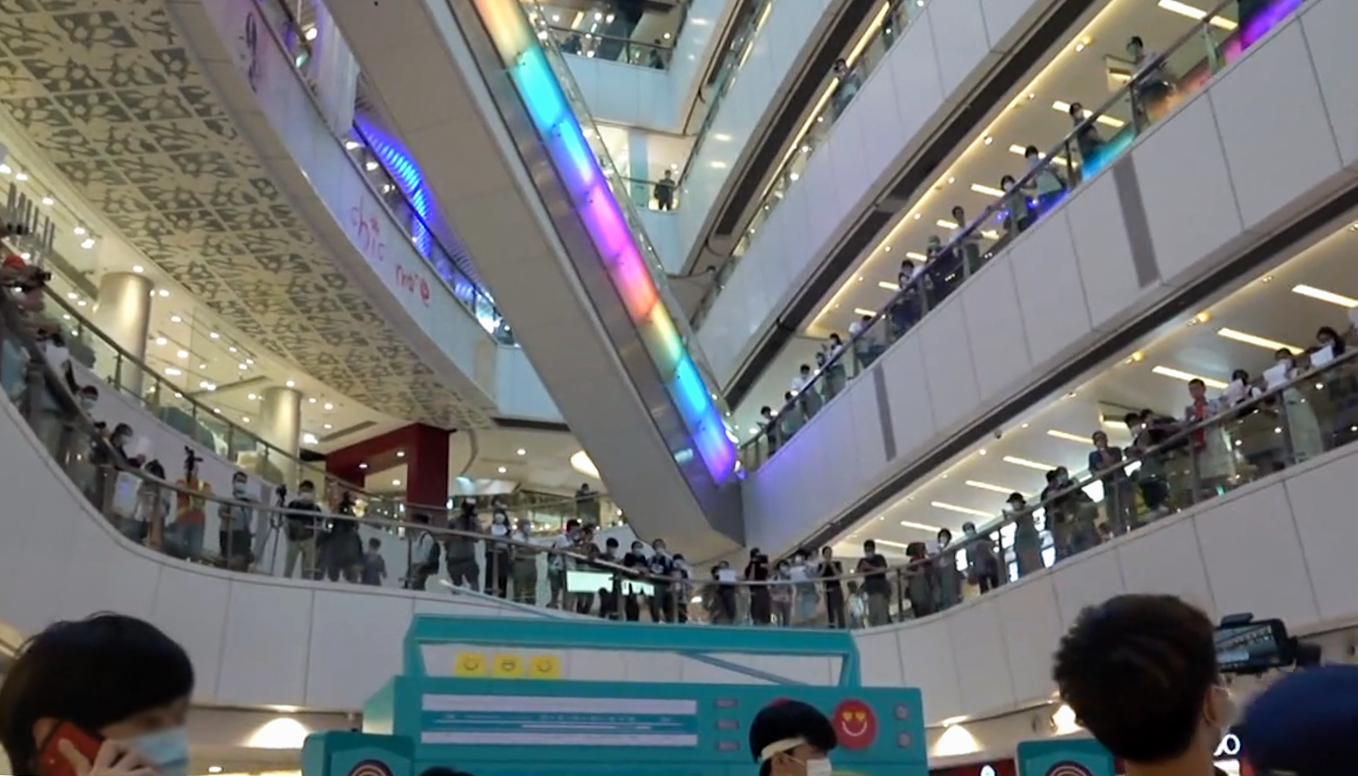
2020年7月6日，過百名市民在apm商場中庭各樓層聚集，高舉白紙以靜默抗議白色恐怖

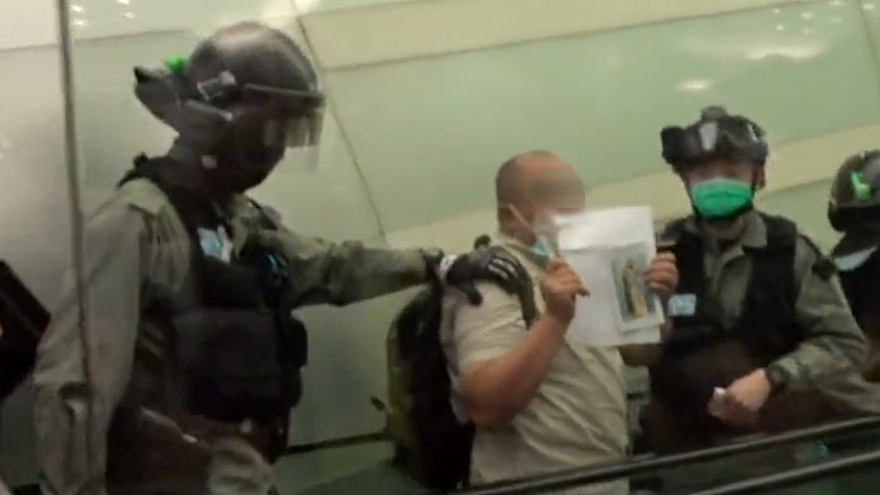
有高舉白紙的市民被捕

7月6日傍晚6時，有網民發起在商場發起「靜默行動」，過百名市民在中庭各樓層聚集，部分人帶同一張A4白紙到商場，高舉白紙以靜默抗議白色恐怖。到半小時後，大批防暴警察進入商場，在商場中庭多次舉起黃旗警告在場人士，指舉白紙的市民是參與未經批准的集結。到晚上7時，多名防暴警察再次進入apm商場，在UC層有便衣警員包圍年青人進行截查，其後被帶走。防暴警察亦在該處拉起封鎖線，有五女兩男被捕。期間部分商戶落閘。期間有市民指罵「死黑警」，有警員隨即警告：「我現在第一次警告你，你違反國安法。」。到晚上約7時45分，現場仍有數十人逗留，有人高呼「光復香港，時代革命」。到晚上8時半，一批防暴警再次進入商場，並舉起紫旗，指現場有人涉違反《港區國安法》。在2樓citysuper美食廣場內有人叫口號後被便衣制服，大批防暴警走上該處，要求在場食客離開，其中一人被捕者為理大學生。15分鐘後，防暴警再次舉起紫旗，警告在場叫口號人士有「分裂國家」。其後防暴警在場內巡邏並在各樓層拉起封鎖線，間後再有人叫口號，到晚上9時許離去。
警方表示場內有群眾集結及高聲叫囂，破壞社會安寧，行動中有3男5女被捕，年齡介乎17至68歲，涉嫌參與未經批准集結及阻礙警務人員執行職務。

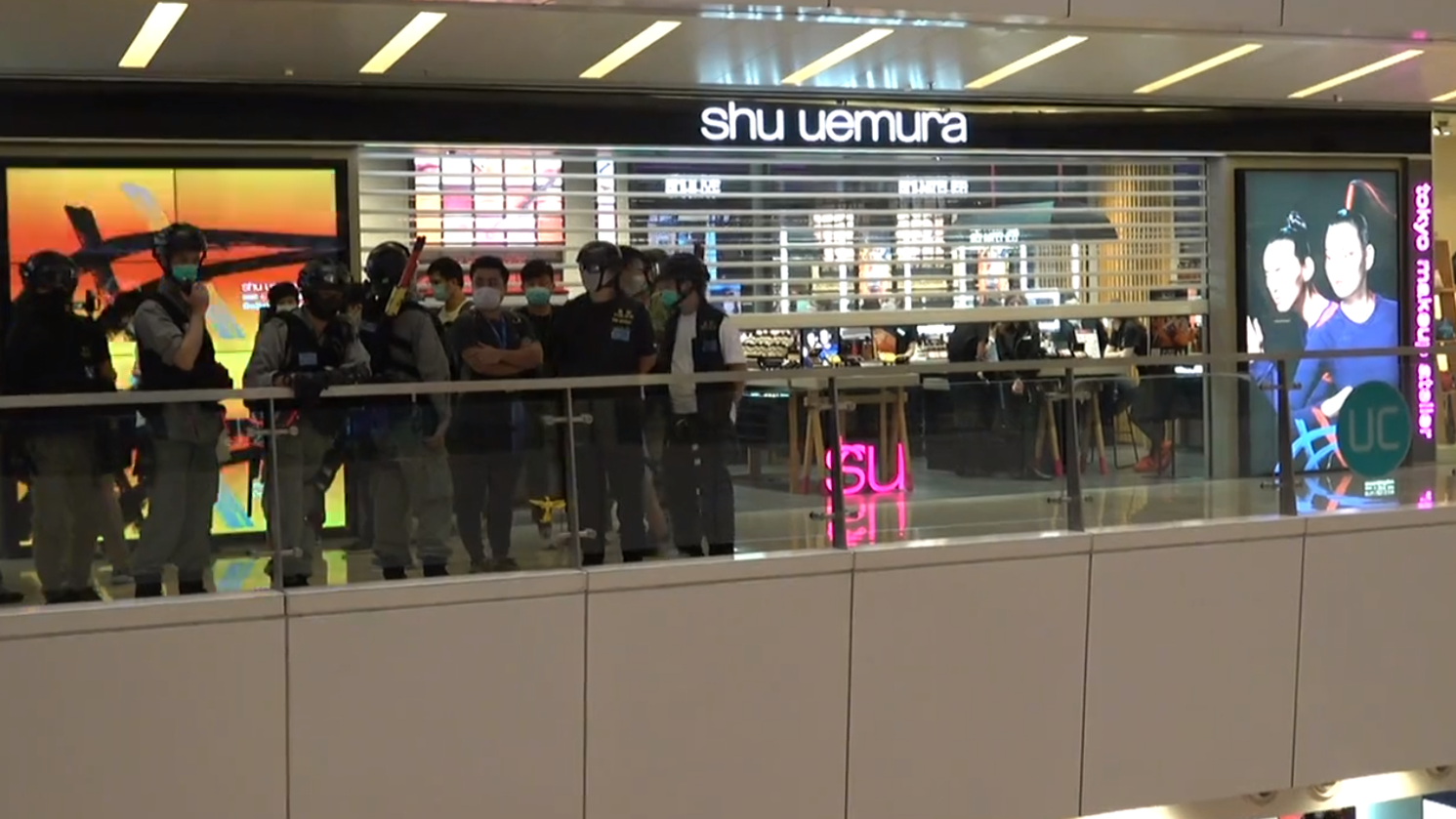
在UC層有多名便衣警員包圍年青人進行截查，其後被帶走
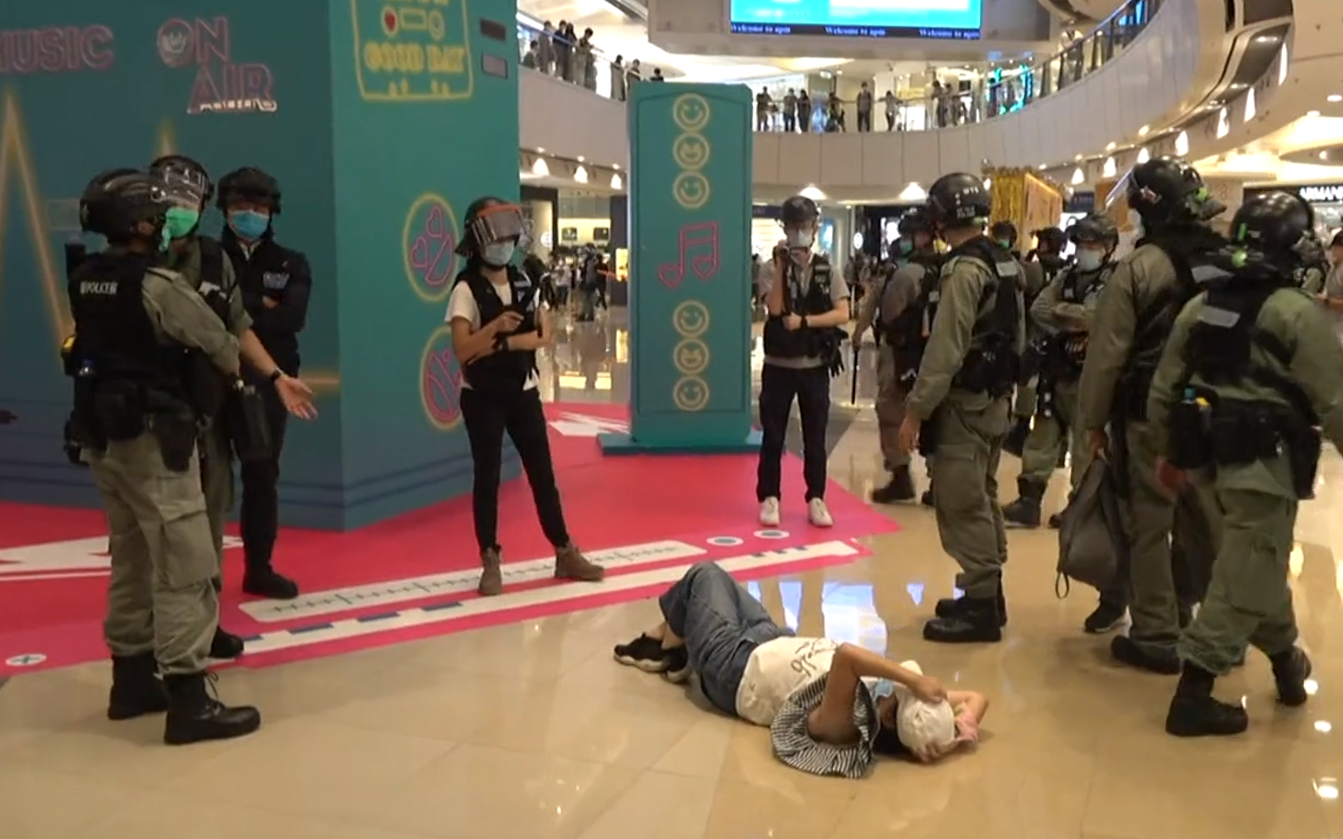
大堂層有超過10多名防暴警察包圍一名老人家，其後感到不適
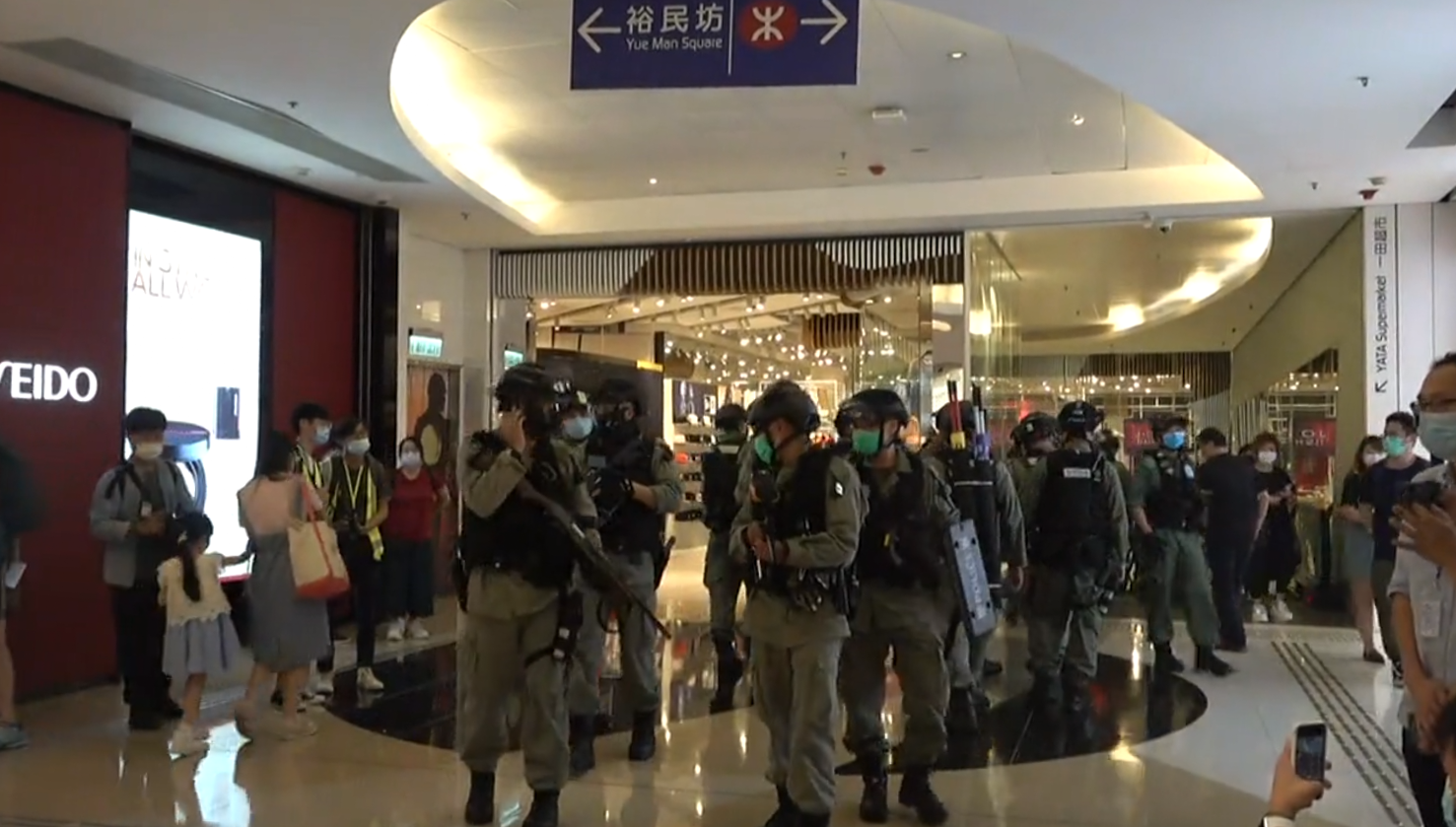
防暴警察離開商場時舉起胡椒球槍
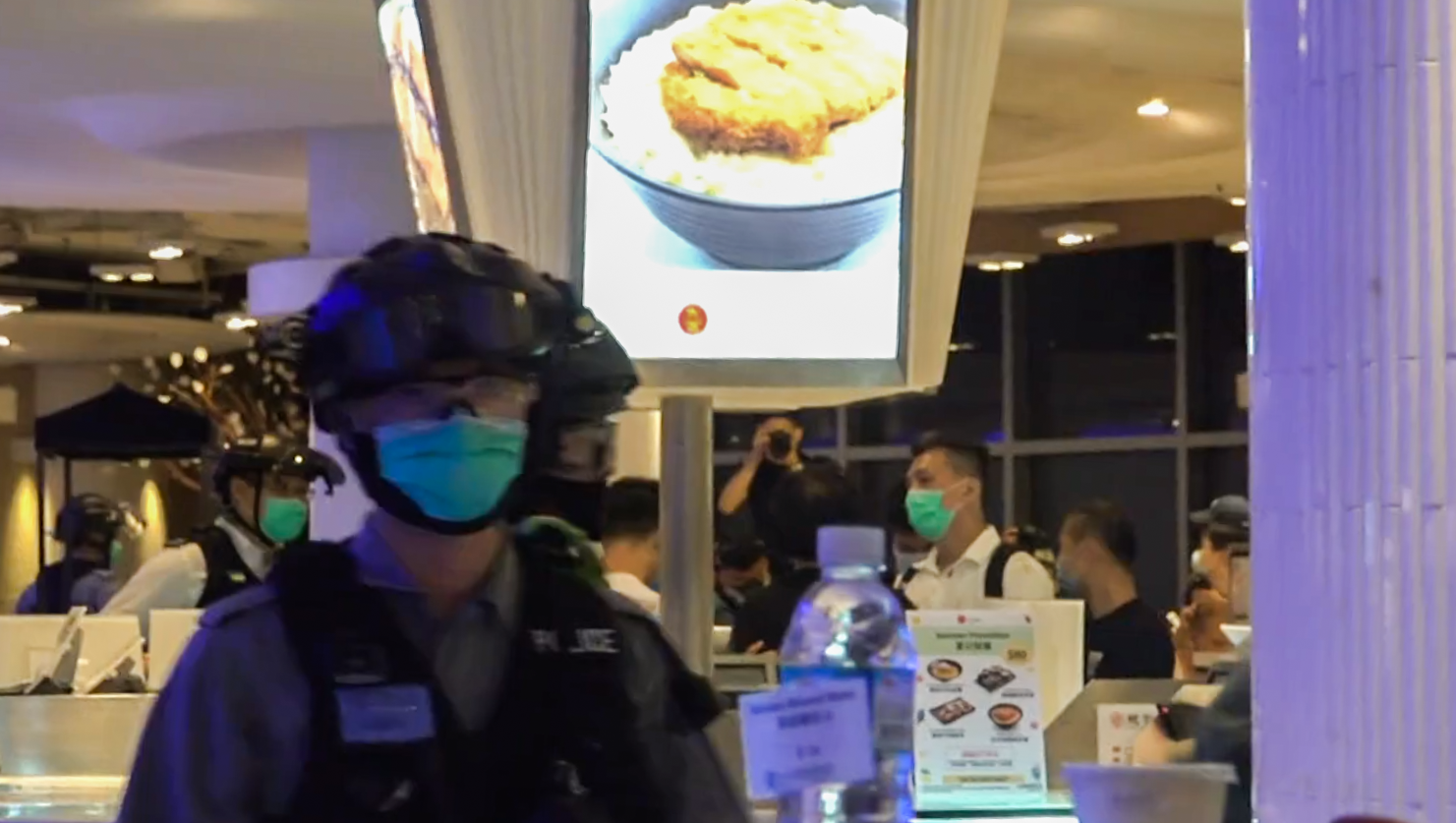
2樓citysuper美食廣場內有人叫口號後被便衣制服
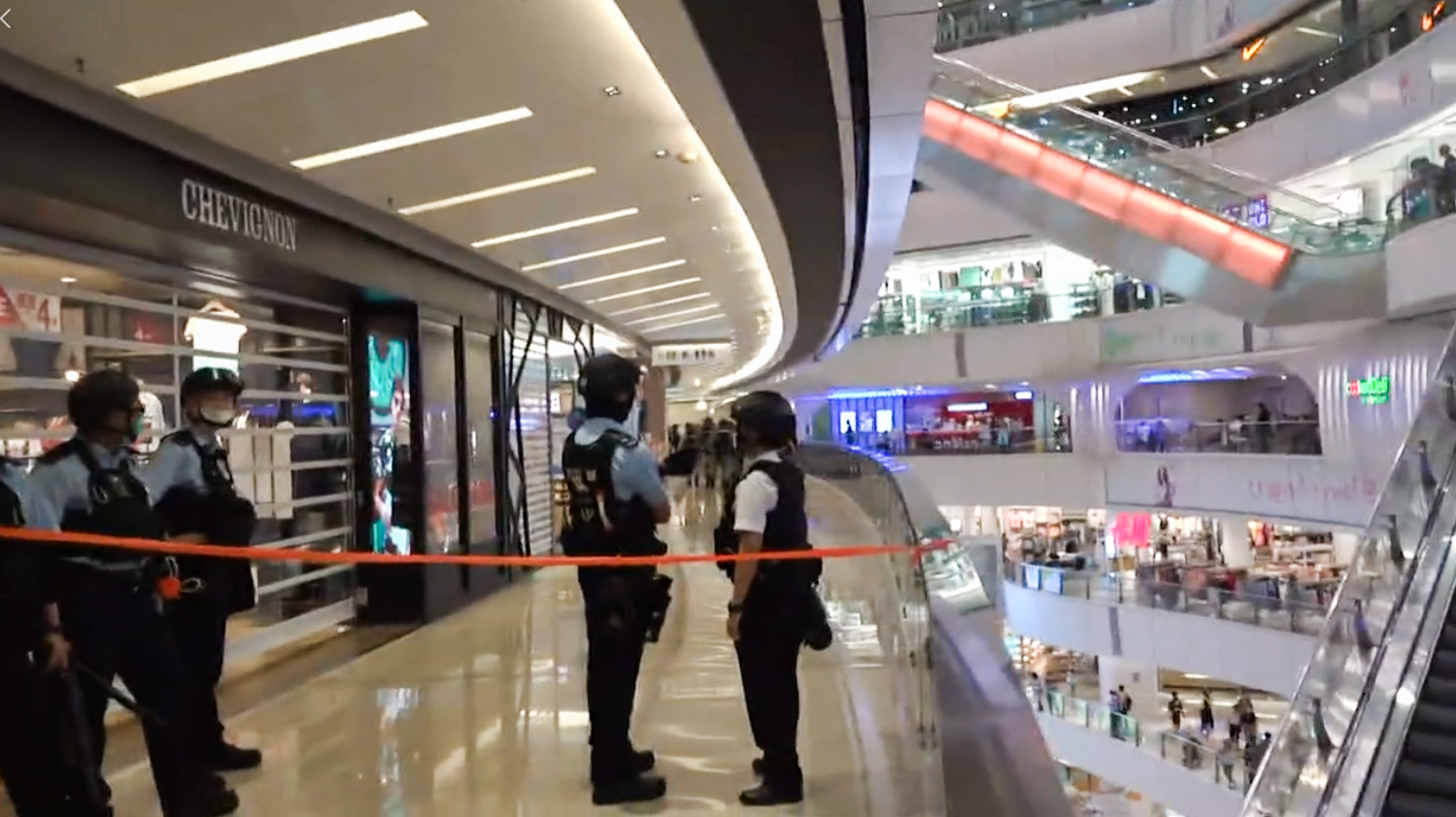
軍裝警員到場封閉2樓通道
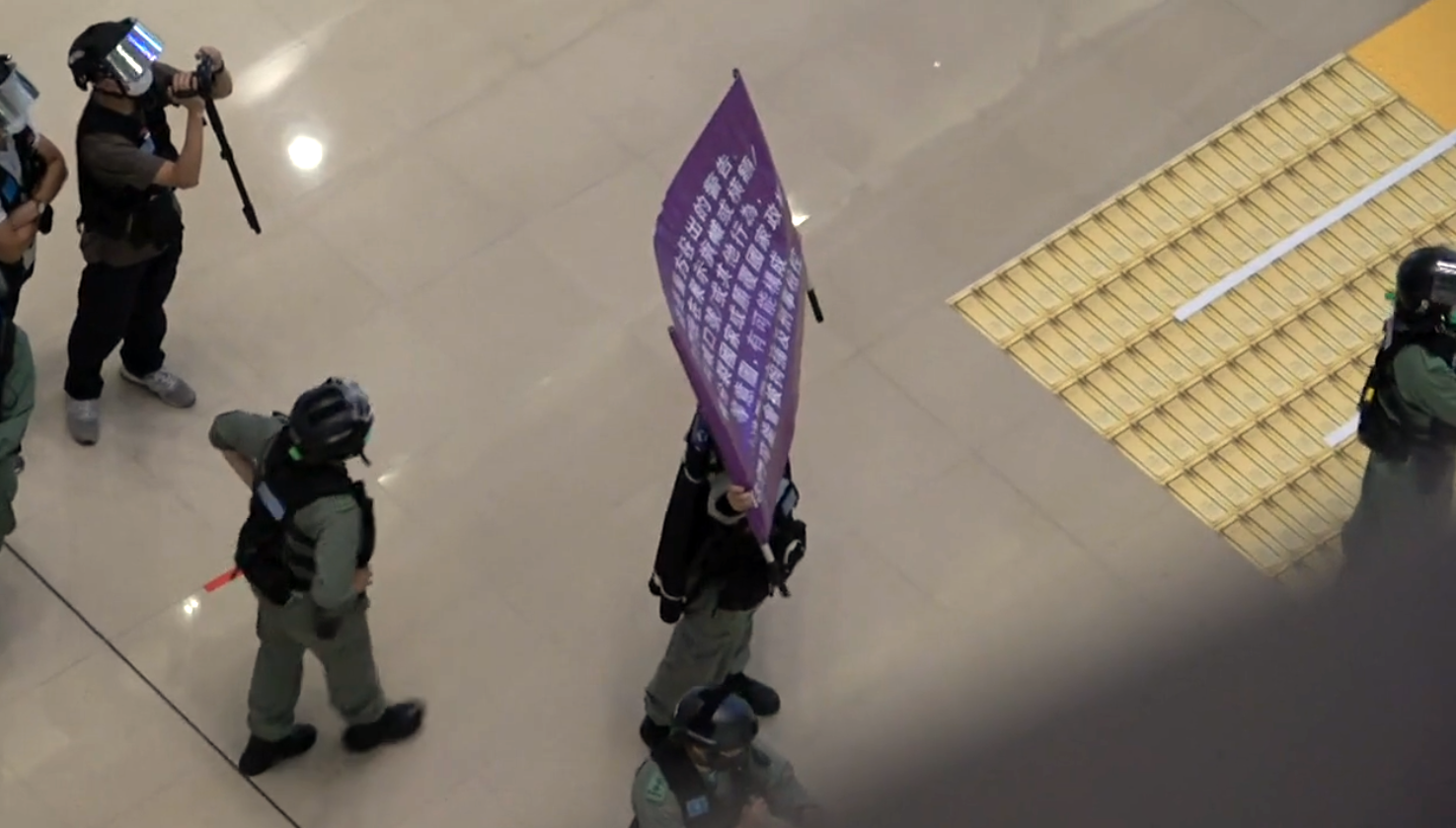
防暴警舉起紫旗，警告在場叫口號人士有「分裂國家」
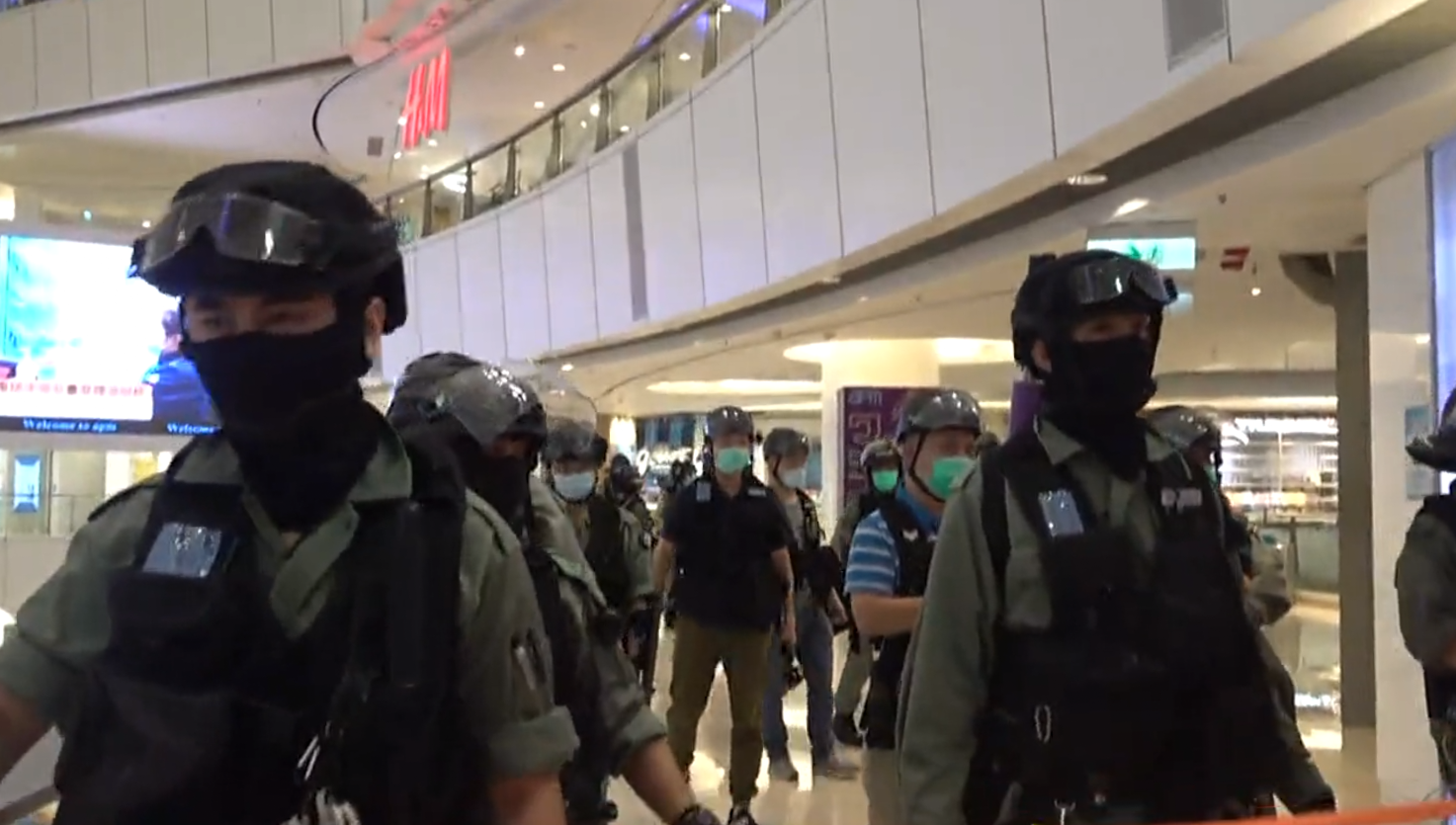
一批防暴警在UC層巡邏並拉起封鎖線，其後離開

### 市民在商場觀看頒獎禮噓國歌罪成

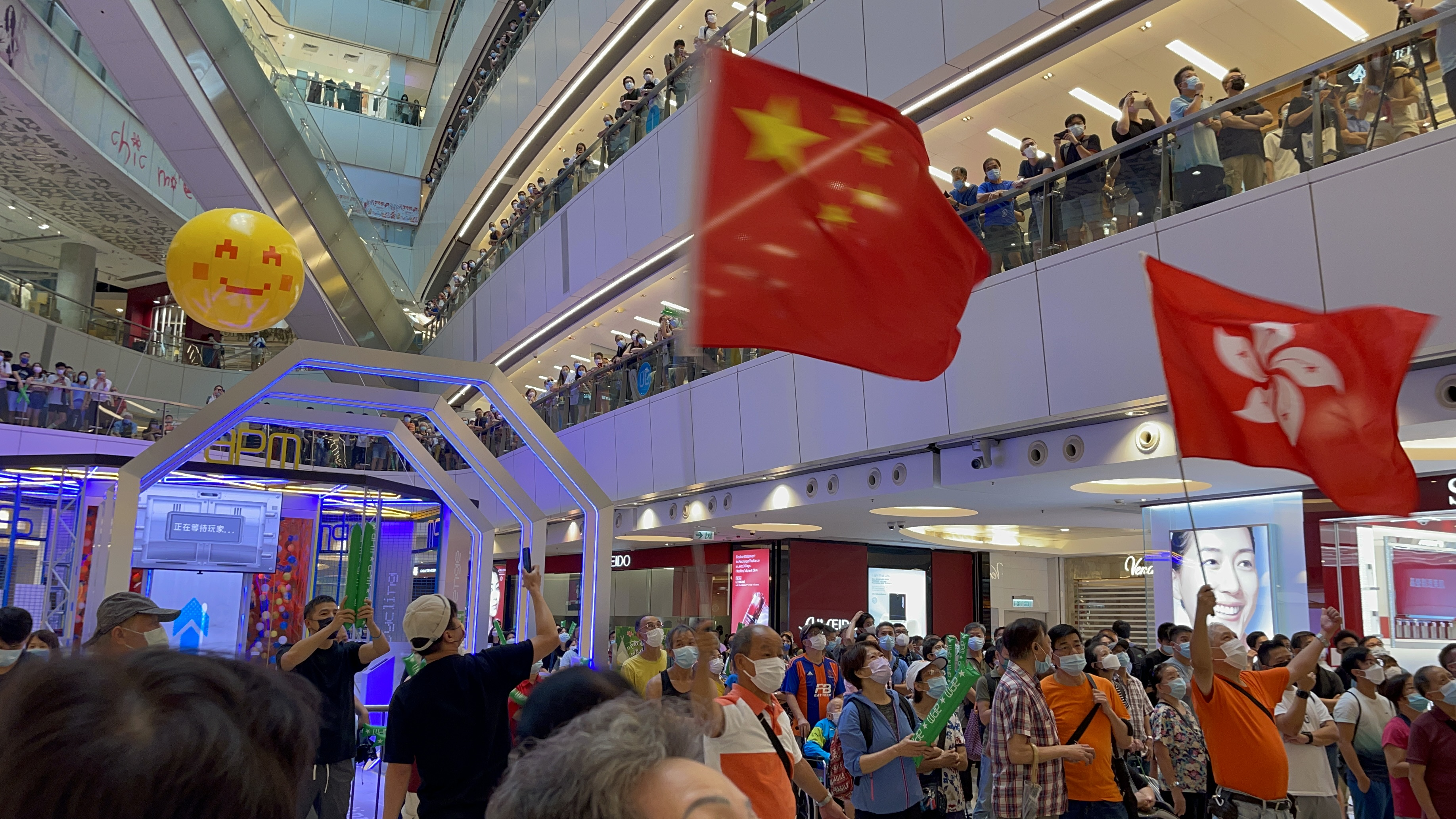
7月30日早上，商場直播何詩蓓奪100米自由泳銀牌，3名橙衫男在場內揮動國旗

2021年7月26日，香港劍擊選手張家朗在東京奧運男子花劍個人賽奪得金牌，在頒獎禮播放國歌期間，有人發出噓聲，高呼「We are Hong Kong」口號後拍手和應，以及高舉港英旗。此舉引起親中人士和團體不滿，要求警方徹查及追究。法律界人士更指市民播放國歌時高呼口號強調香港人身份，是爭取港獨及分離主義。到7月29日，警方表示已就噓《國歌》事件展開調查，包括翻看商場閉路電視片段。一日後，警方拘捕一名40歲「自由人快訊（Freeman Express）」的男記者，涉嫌於商場觀看奧運期間侮辱國歌及舉港英旗被捕，事件為《國歌法》實施逾一年後首宗的拘捕案件。警方指被捕人士在直播奧運頒獎儀式奏國歌期間，公開高舉港英旗幟，煽動在場人士喝倒采，呼叫口號，作出侮辱國歌行為，意圖挑起仇恨，將運動政治化。行動中撿獲10支不同大小的港英旗幟。東九龍總區刑事總部高級警司鍾麗詒指，只要任何形式侮辱國歌，都會構成罪行。到2022年10月28日，案件在觀塘裁判法院再訊期間，被告一度倒下並送上救護車。案件押後至11月10日繼續進行，被告獲准保釋。到同年11月10日，署理主任裁判官陳慧敏指被告行為貶損國家運動員的尊嚴，又指她自備旗幟到場是有預謀、或有機會釀成暴力衝突，兩者屬加刑因素。辯方求情指被告智商偏低、患有自閉症，但裁判官引「葉繼歡」案例，稱即使患有重病亦非減刑理由，況且被告並非患病，僅在心理和身體上「異於常人」。最後判處監禁3個月，是《國歌法》生效後首宗定罪案件。
另外，在7月30日早上商場直播何詩蓓奪100米自由泳銀牌的賽後訪問期間，一名身穿灰色衫的男子與一名揮動中國國旗的男子有口角，其後一名戴帽的年輕男子將灰衫男子拉走。當橙衫男在場內揮動國旗期間，在場有人大叫「WE ARE HONG KONG」，氣氛一度緊張，雙方亦出現推撞。最後商場保安分隔雙方，揮旗人士逗留了約10分鐘後離開。

## 其他地區的apm
因應apm的成功，發展商將概念複製到北京，將北京新東安廣場改名为北京apm。其後亦在上海開發环贸iapm商场，意为「我的日与夜生活」。

## 外部連結
- apm官方網頁（页面存档备份，存于）
- 創紀之城官方網頁（页面存档备份，存于）